# Cercle del Liceu
El Cercle del Liceu és un club privat, d'estil anglès, fundat l'any 1847, que comparteix edifici amb el Gran Teatre del Liceu de Barcelona. Tot i la seva ubicació, el Cercle és una associació totalment independent del Teatre, i compta amb un dels conjunts modernistes més importants de Catalunya i d'Espanya.
Degut als orígens comuns amb el Gran Teatre del Liceu, el Cercle compta amb molts dels abonats del Teatre com a socis, que fan ús del Cercle les nits d'òpera i concerts. En l'actualitat, el Cercle és encara un lloc de referència per a la vida social i cultural de Barcelona i Catalunya. Cada any s'hi realitzen nombrosos actes, recitals, concerts, conferències, presentacions, entregues de premis, festes i homenatges en els que participen, tant els socis, com altres personalitats de la vida cultural de la ciutat de Barcelona, i d'altres localitats d'Espanya. L'any 2010, el Cercle va retre homenatge a la soprano Montserrat Caballé pels seus 50 anys de carrera artística, a qui va dedicar la sala de conferències i audicions, que des de llavors porta el nom de "Sala Montserrat Caballé". Igualment, l'any 2011 el Cercle va homenatjar el tenor Plácido Domingo amb motiu del seu 70è aniversari.
El Cercle del Liceu afirma a l'inici del seu web que «compta amb un miler de socis», als quals ofereix un espai elegant, format per nombrosos salons, exemples destacats del Modernisme, i altres serveis com restaurant, biblioteca o sala de conferències i audicions. El nombre de socis a finals del 2015 seria, de fet, de 811, xifra fins i tot superior a la d'anys precedents. A principis del 2017 tindria més de 900 socis.

## Història
L'origen del Cercle del Liceu és paral·lel a la finalització de les obres de construcció del Gran Teatre del Liceu. Segons consta a la documentació de l'arxiu del Cercle, pocs mesos després de la inauguració del Teatre, es reunia la primera Junta de Govern del Cercle, el 20 de novembre de 1847, sota la direcció del Marquès de Sentmenat i de Ciutadilla, Comte de Múnter. Es pot considerar el 20 de novembre del 1847 com la data en què es va crear el Cercle del Liceu, ja que és el dia en què es van inscriure els 125 fundadors que consten en el primer llibre de registre de socis. L'article primer dels estatuts del Cercle afirma que:
| « | El Círculo del Liceo és una asociación que tiene por objeto proporcionar a sus individuos los recreos y entretenimientos de la buena sociedad y es ajena a todo acto que tenga tendencia política. | » |

Els orígens del Cercle es troben en la Societat Auxiliar de Construcció, constituïda el 30 de novembre de 1844, amb la finalitat d'obtenir el finançament necessari per a la construcció del Teatre. L'esmentada Societat aportà 75.000 duros, dividits en 50 accions de 1.500 duros. A canvi de l'aportació econòmica, es van cedir drets de propietat i explotació de la façana i d'algunes parts de l'edifici, que van passar a ser propietat del Cercle del Liceu.
Des de la seva inauguració, el 1847, el Cercle ha mantingut les seves portes obertes i només les va tancar durant la Guerra Civil espanyola. L'incendi del Teatre del Liceu, el 31 de gener del 1994, no va causar danys materials al Cercle, que va romandre obert als socis durant tot el període de reconstrucció del Teatre.
Actualment, el Cercle del Liceu obre les seves sales al públic un cop l'any, amb motiu de la Jornada de Portes Obertes del Gran Teatre del Liceu.

## Medalla d'Or del Cercle del Liceu

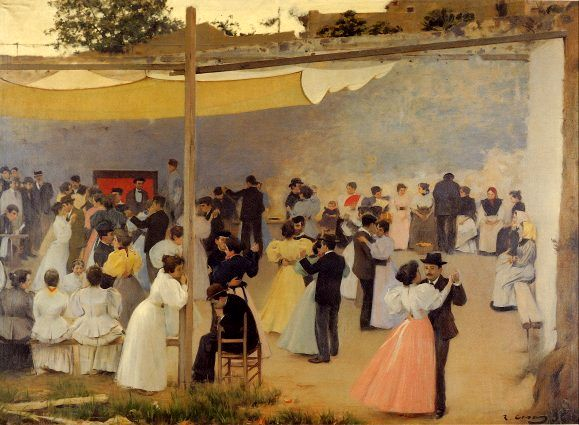
Ball de tarda, Ramon Casas (1896). Pintura del Cercle del Liceu.

El Cercle reconeix amb la seva Medalla d'Or personalitats de prestigi, a vegades coincidint amb homenatges per aniversaris senyalats.
Entre altres, l'han rebuda:
| Any  | Data entrega   | Guardonat - guardonada | Mèrits / Observacions | Ref.   |
| ---- | -------------- | --- | --- | ------ |
| 2017 | 20 de febrer   | Reina Sofia | Pel seu constant suport a les arts, la música i, en concret, al Gran Teatre del Liceu i a la seva reconstrucció després del gran incendi del 1994            | [ 2 ]  |
| 2015 | 2 de novembre  | Javier Godó, comte de Godó | Per la seva tasca en la difusió i en la promoció de la cultura i de l'art a Catalunya                                                                        | [ 3 ]  |
| 2014 | 6 de maig      | Josep Carreras | «Un barceloní universal que ha brindat al nostre estimat Liceu algunes de les nits més inoblidables de la seva història recent» (també és soci de l'entitat) | [ 4 ]  |
| 2013 | 22 d'octubre   | Joaquim Barraquer | Per la seva tasca filantròpica a favor de les arts i la seva dedicació a la investigació científica                                                          | [ 4 ]  |
| 2013 | 17 de gener    | Concurs Viñas | Amb motiu del seu 50è aniversari (recull el premi el seu director i besnet del tenor Viñas, Miquel Lerín)                                                    | [ 5 ]  |
| 2012 | 5 de novembre  | Jaume Aragall | En reconeixement de la seva trajectòria artística en la lírica                                                                                               | [ 6 ]  |
| 2012 | 23 de juliol   | Leopoldo Rodés | Per la seva labor com un dels promotors dels Jocs Olímpics de Barcelona 92                                                                                   | [ 7 ]  |
| 2012 | 21 de maig     | Mario Vargas Llosa | Premi Nobel de literatura 2010. Per la passió de l'escriptor per la música, la seva vinculació a Barcelona i la seva brillant carrera literària              | [ 8 ]  |
| 2011 | 26 d'octubre   | Francisco Mas-Sardá Casanelles, Ramón Negra Valls, Carlos Cuatrecasas Targa, Joan Anton Maragall Garriga, Joaquín Calvo Jaques | Els 5 presidents anteriors | [ 9 ]  |
| 2011 | 2 de juliol    | Plácido Domingo | Per la seva trajectòria professional i per homenatjar el seu 70 aniversari                                                                                   | [ 10 ] |
| 2010 | 18 de novembre | Montserrat Caballé | Pels seus 50 anys de carrera artística | [ 11 ] |
| 2009 | 17 de novembre | Carme Mateu | En reconeixement de la seva contribució al món de la música i la cultura en general                                                                          | [ 12 ] |

Diverses relacions que recullen la llista de distincions i honors rebuts pel President Pujol, molt possiblement procedents d'una mateixa font, esmenten, sense especificar-ne la data, la Medalla d'Or del Cercle del Liceu.

## Patrimoni

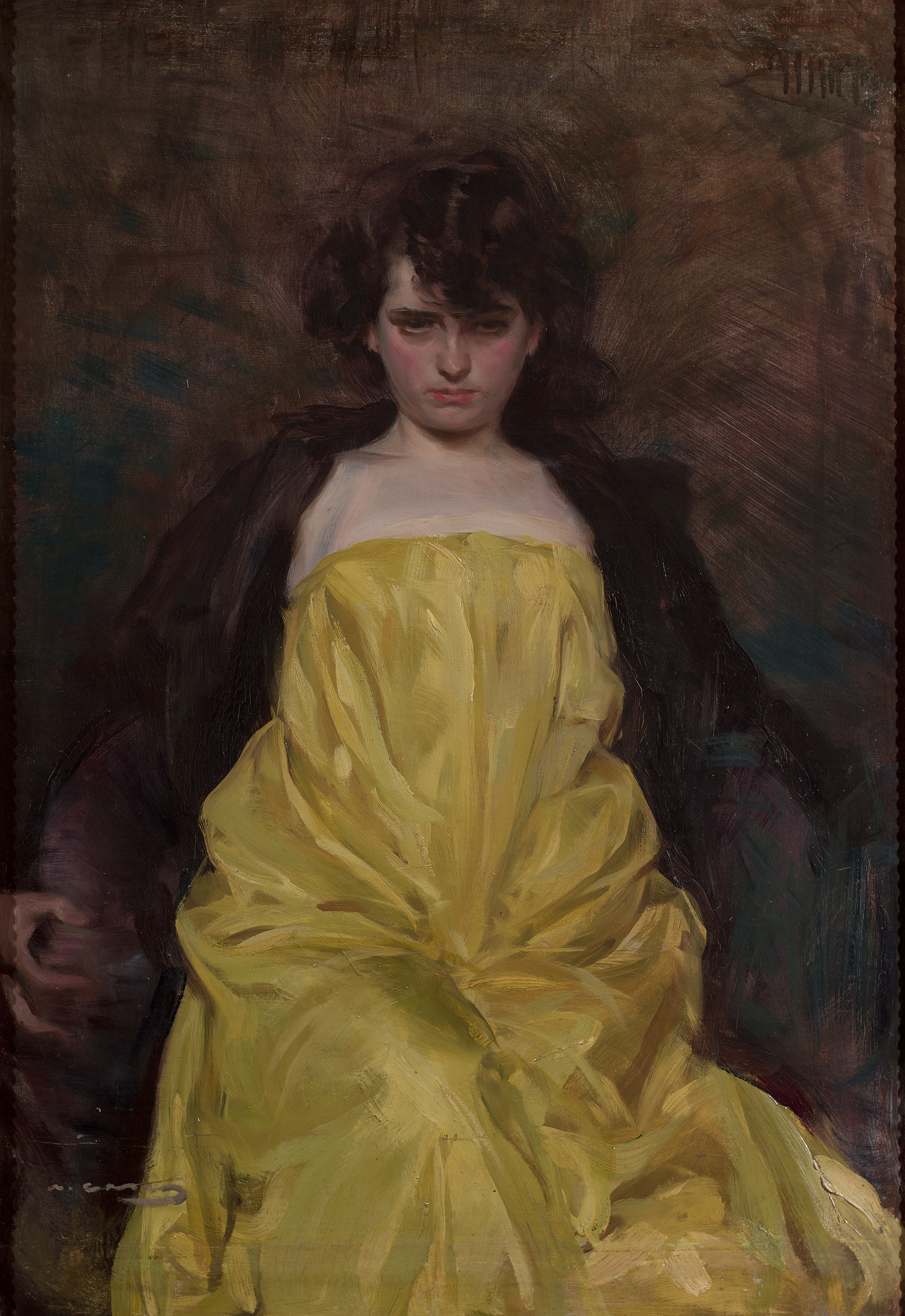
La Sargantain, retrat de Júlia Peraire (1907) fet per Ramon Casas. Pintura del Cercle del Liceu.

La mateixa història del Cercle ha permès a l'entitat comptar amb un patrimoni artístic de gran valor. Disposa d'una biblioteca amb publicacions d'època i gairebé a totes les seves dependències es pot gaudir de decoració modernista, des de la coneguda "Peixera" amb una fabulosa vista de la Rambla, fins a la Sala del Rellotge o el Gran Saló del Cercle, presidit per la famosa "Júlia", de Ramon Casas, obra coneguda com La Sargantain (1907). El Cercle és avui dia una mostra viva de totes les arts, des de l'art de la marqueteria, fins als esmalts, gravats, aiguaforts i olis dels millors artistes catalans de l'època, com ara Alexandre de Riquer, Santiago Rusiñol, Modest Urgell Inglada i Francesc Miralles, entre d'altres. La decoració modernista que es pot gaudir a la majoria d'estances es troba acompanyada d'una col·lecció important d'obres artístiques, especialment de pintura i escultura, que s'ha anat ampliant al llarg dels anys. Durant l'any 2010, per exemple, el Cercle va incorporar a la seva col·lecció un conjunt de gravats d'Antoni Tàpies dedicats a Richard Wagner, ubicats actualment a l'antiga sala de cartes del segon pis.
Les quatre cèlebres vidrieres instal·lades al vestíbul d'entrada l'any 1905 no només són una viva empremta del Modernisme, sinó un testimoni de la forta influència del Wagnerisme a la cultura catalana de començaments del segle xx i al paper del Cercle com a introductor de Wagner a Catalunya. Les vidrieres són obra d'Oleguer Junyent, Josep Pey i A. Bordalba, i representen escenes essencials dels quatre episodis de la Tetralogia de Wagner: Das Rheingold està representat amb escenes de les Filles del Rin i Alberich en el primer quadre; La Walkíria, amb l'escena de la dormició de Brünnhilde mentre Wotan la fa rodejar pel foc del déu Loge; Sigfrid, amb l'escena dels "Murmuris de la selva"; i Götterdämmerung, amb l'escena de l'enterrament de Sigfrid.
El conjunt mural més destacat del Cercle del Liceu el constitueixen, sens dubte, els dotze olis sobre tela que decoren l'antiga sala de joc coneguda com La Rotonda, encarregats a Ramon Casas, que no només assumí l'elaboració dels quadres, sinó també el disseny i decoració de la sala sencera, que s'ha mantingut sense canvis importants fins a l'actualitat. Els dotze plafons s'inspiren en temes musicals i cadascun ho fa a la seva manera: el Liceu, l'òpera i el seu públic a El Liceu, L'avantllotja i Sala de descans; el Teatre Novetats, escenari també d'estrenes musicals i teatrals de l'època; la música folklòrica a Sardanes a la font de Sant Roc a Olot i a Les Caramelles; la música religiosa a Cor de monges; el ballet a Cos de ball; la música popular a Cafè-concert i Le Moulin de la Galette; i finalment a L'automòbil, es pot veure de lluny l'orquestra de música tocant al pavelló que muntà el Cercle del Liceu a l'Exposició Universal de 1888.

## Galeria d'imatges

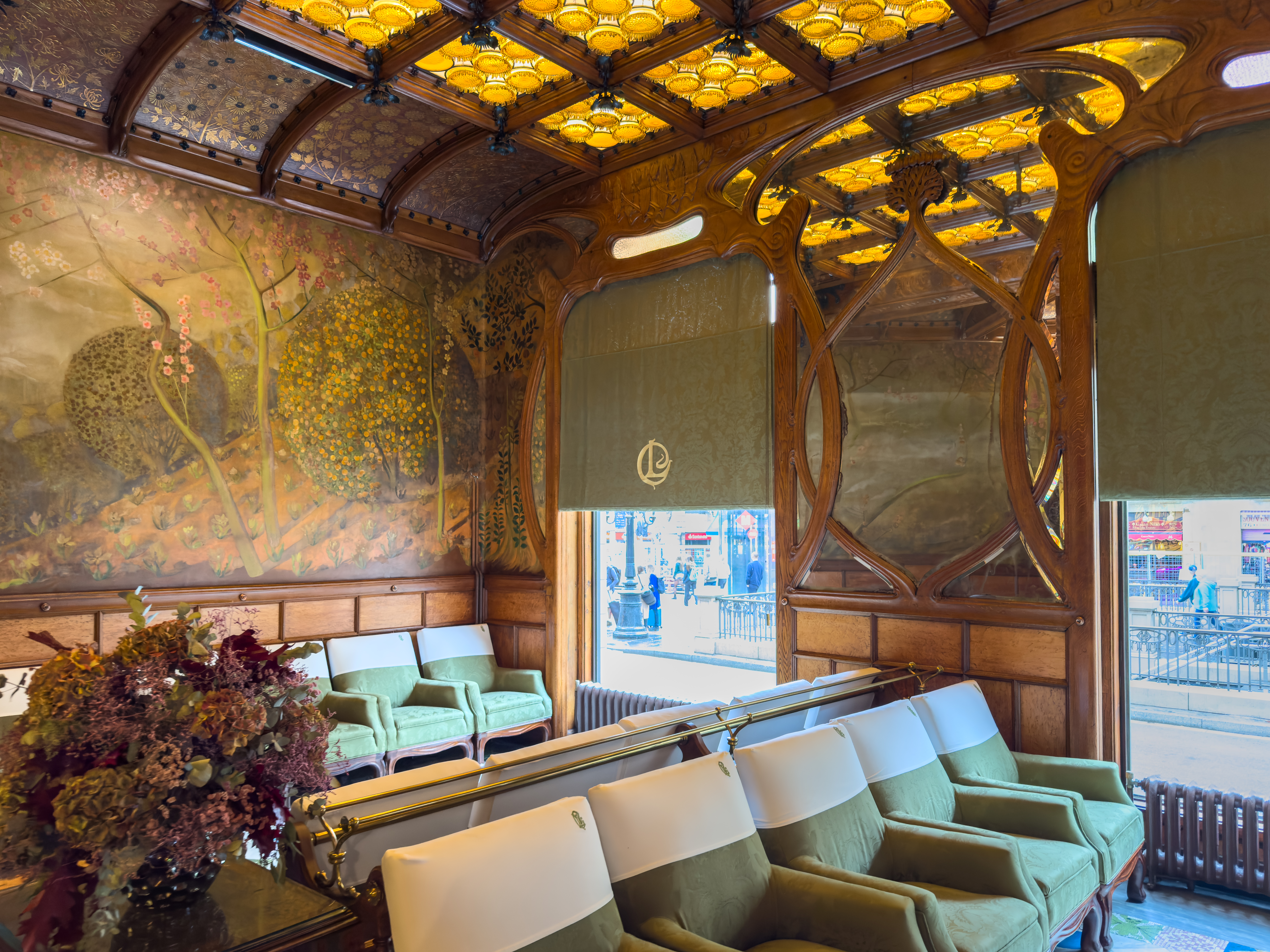
La Peixera
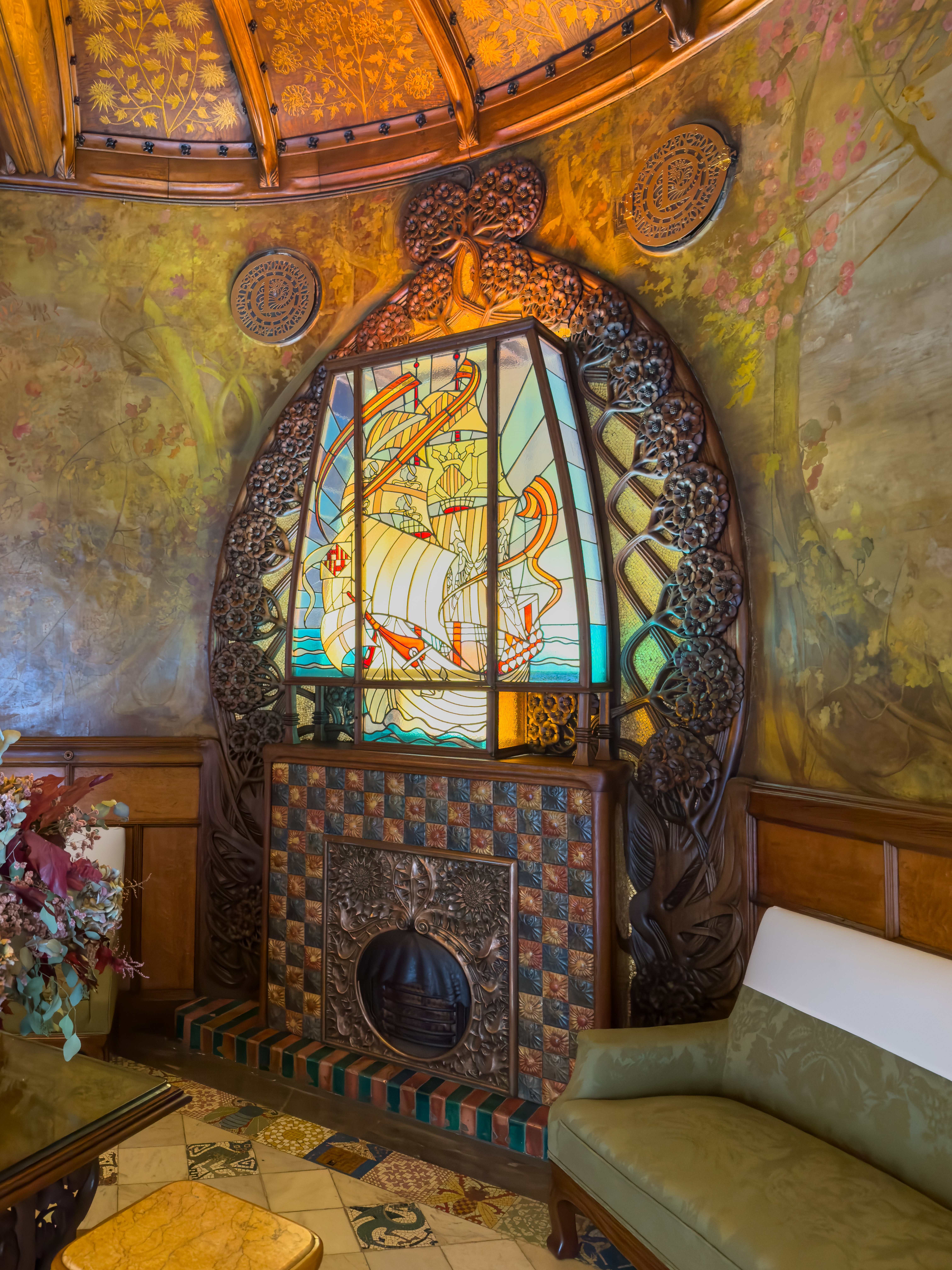
La Peixera
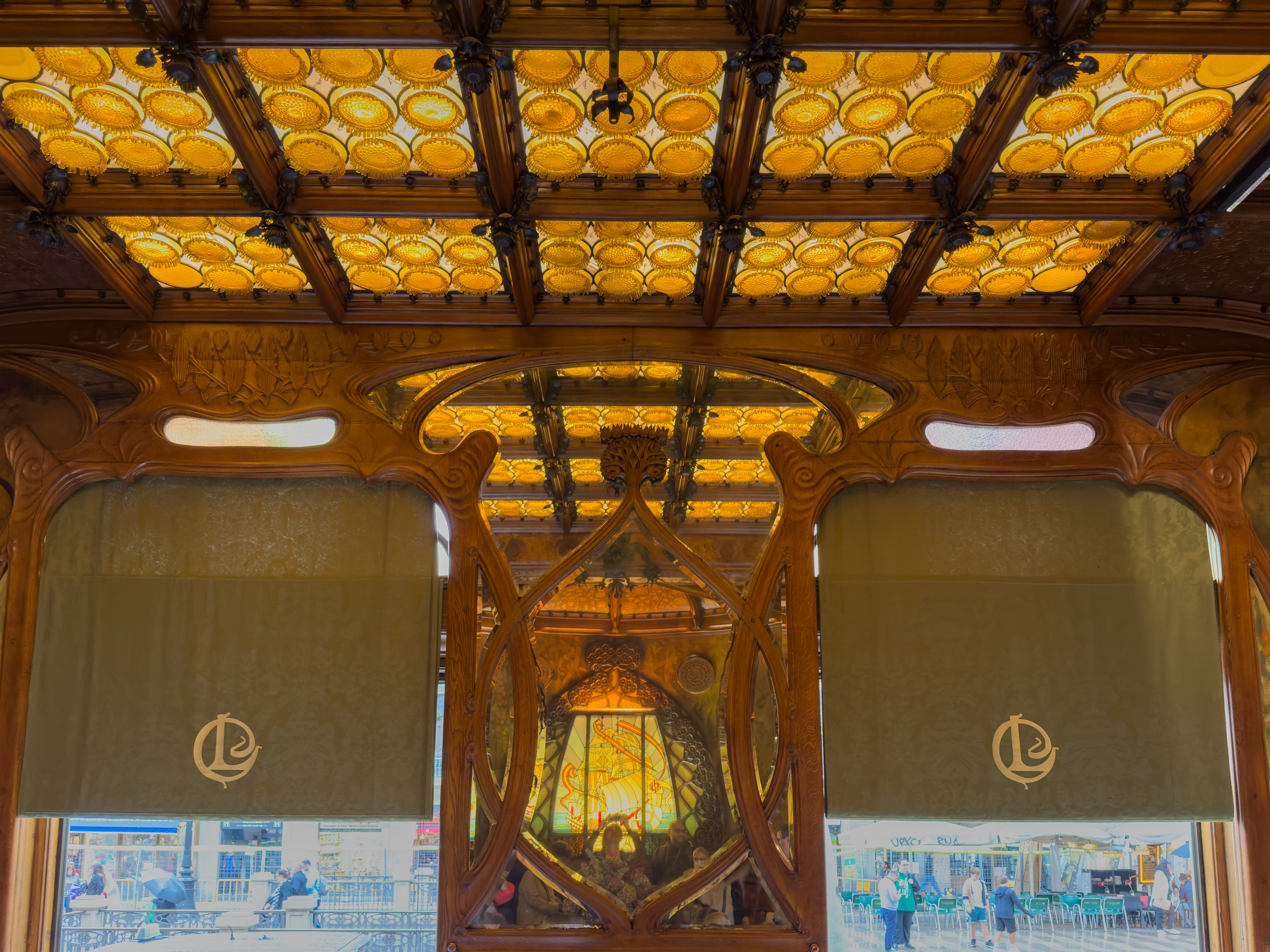
La Peixera
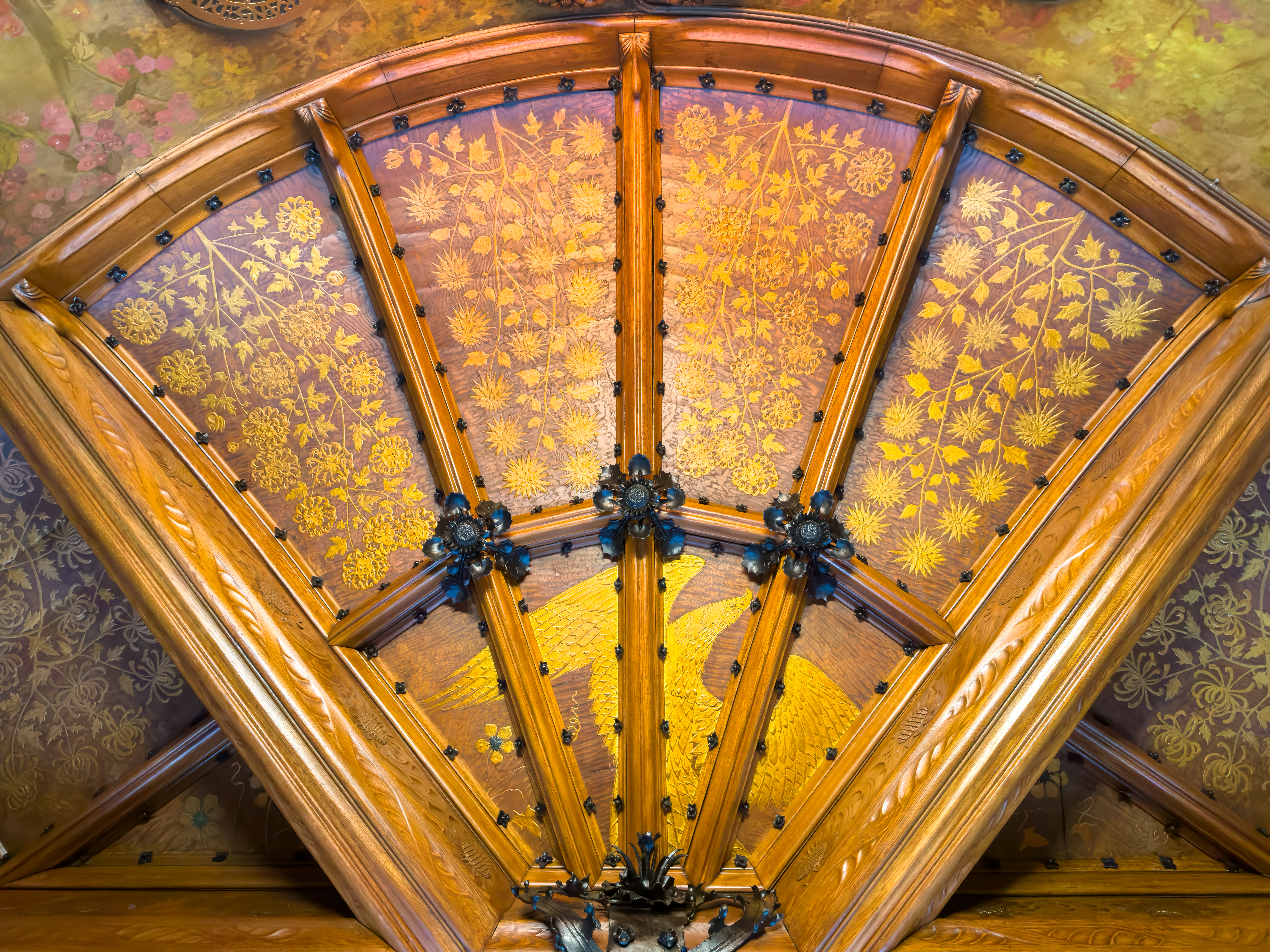
La Peixera
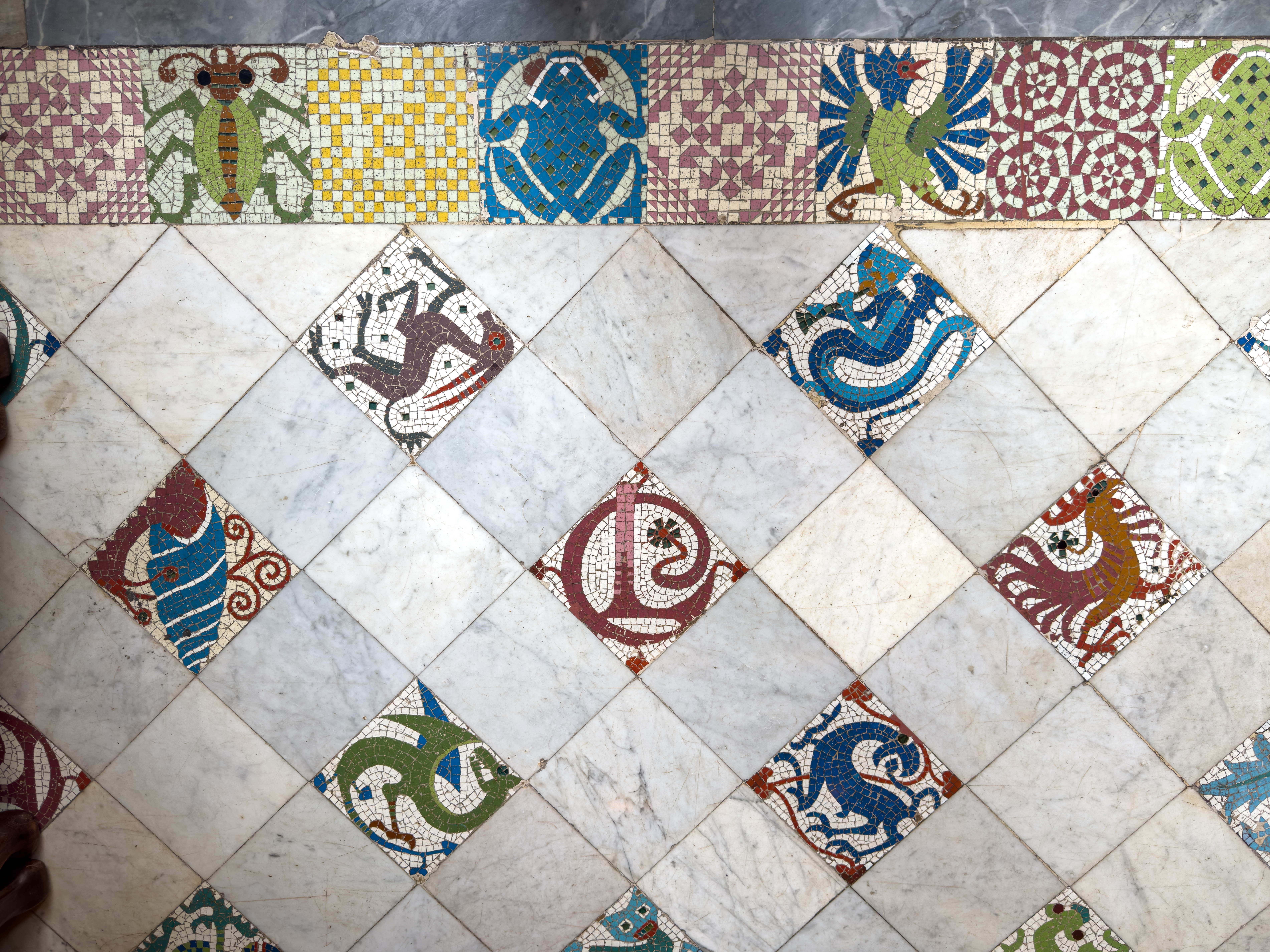
La Peixera
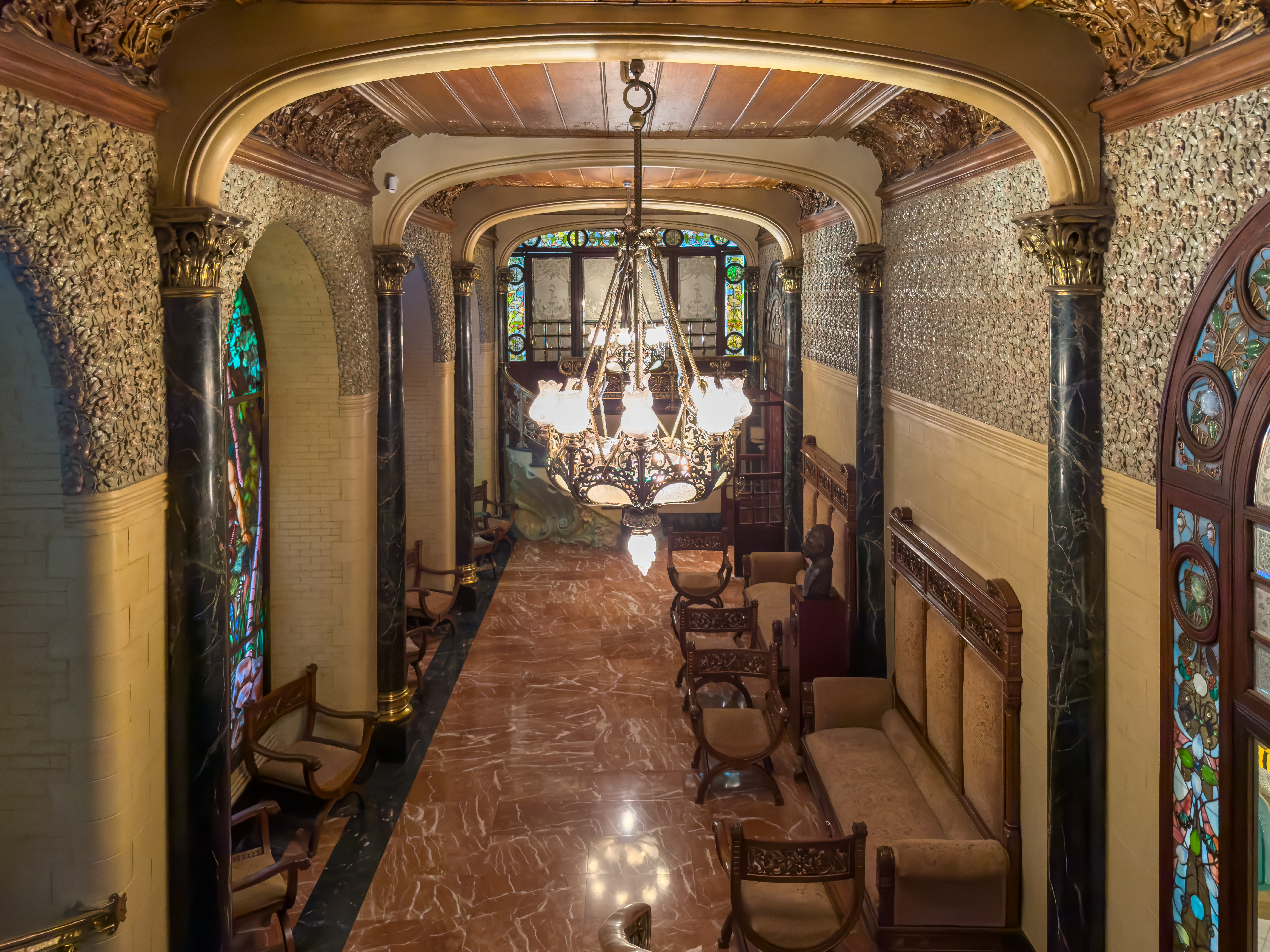
Rebedor
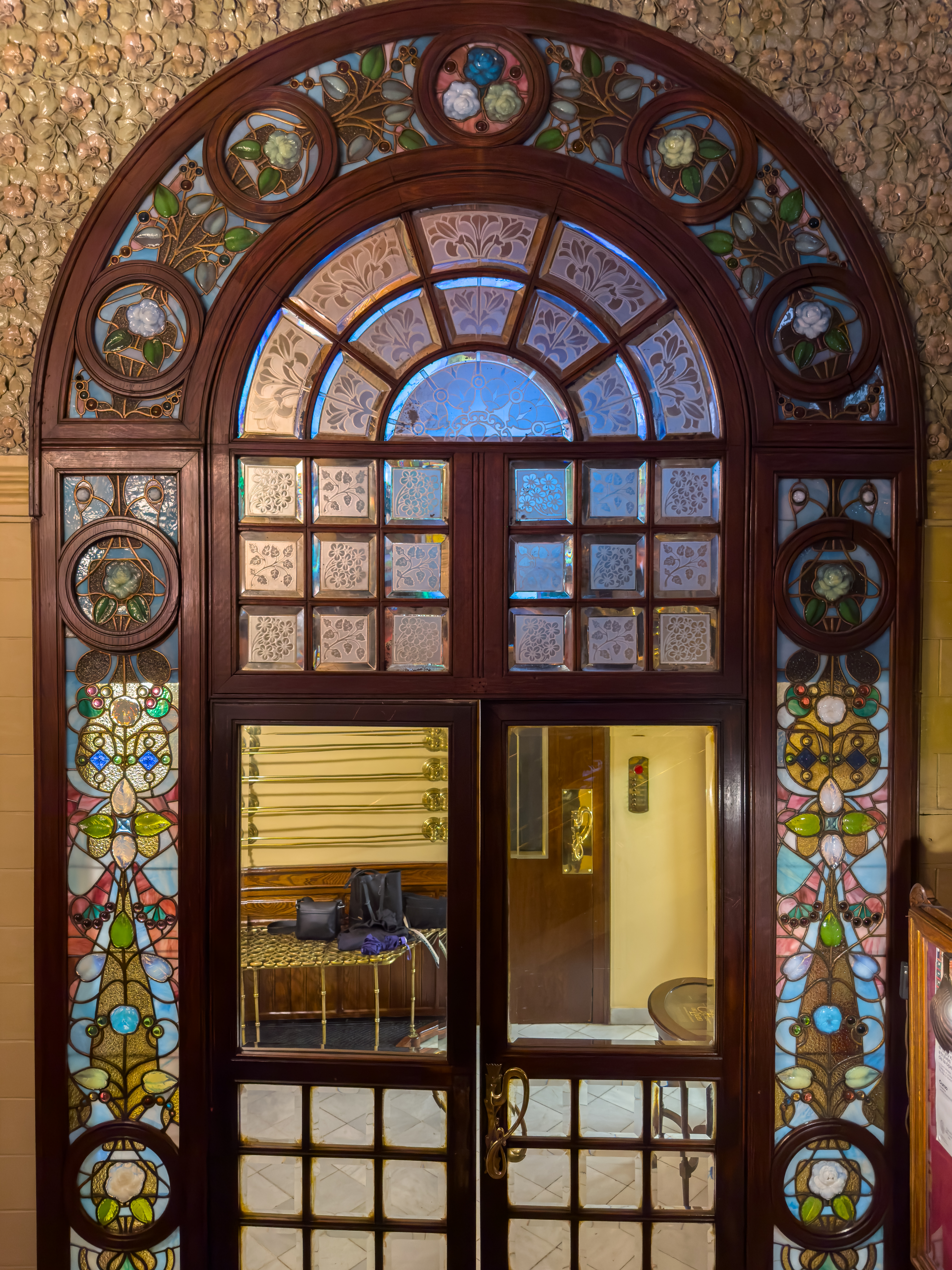
Rebedor
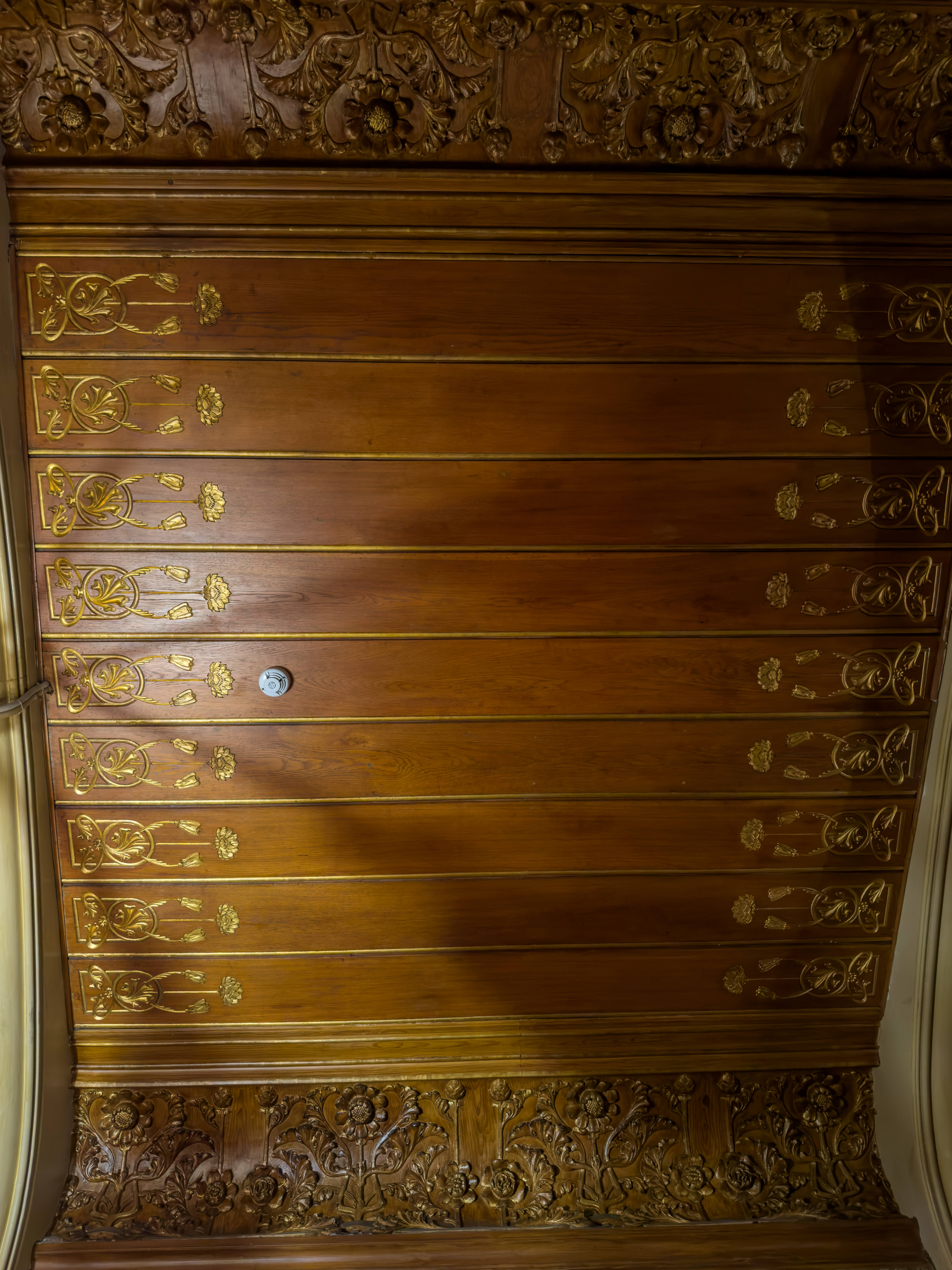
Rebedor
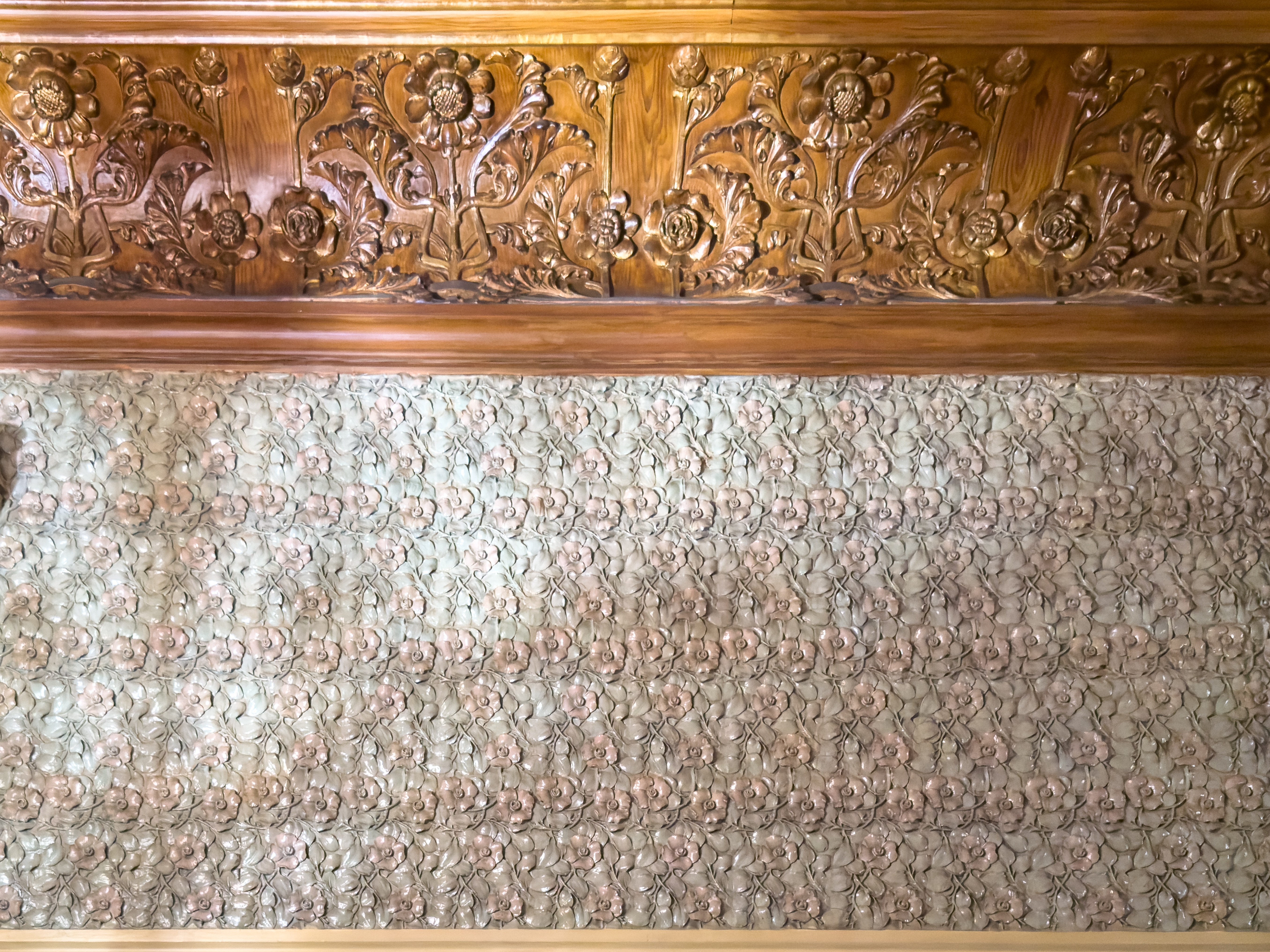
Rebedor
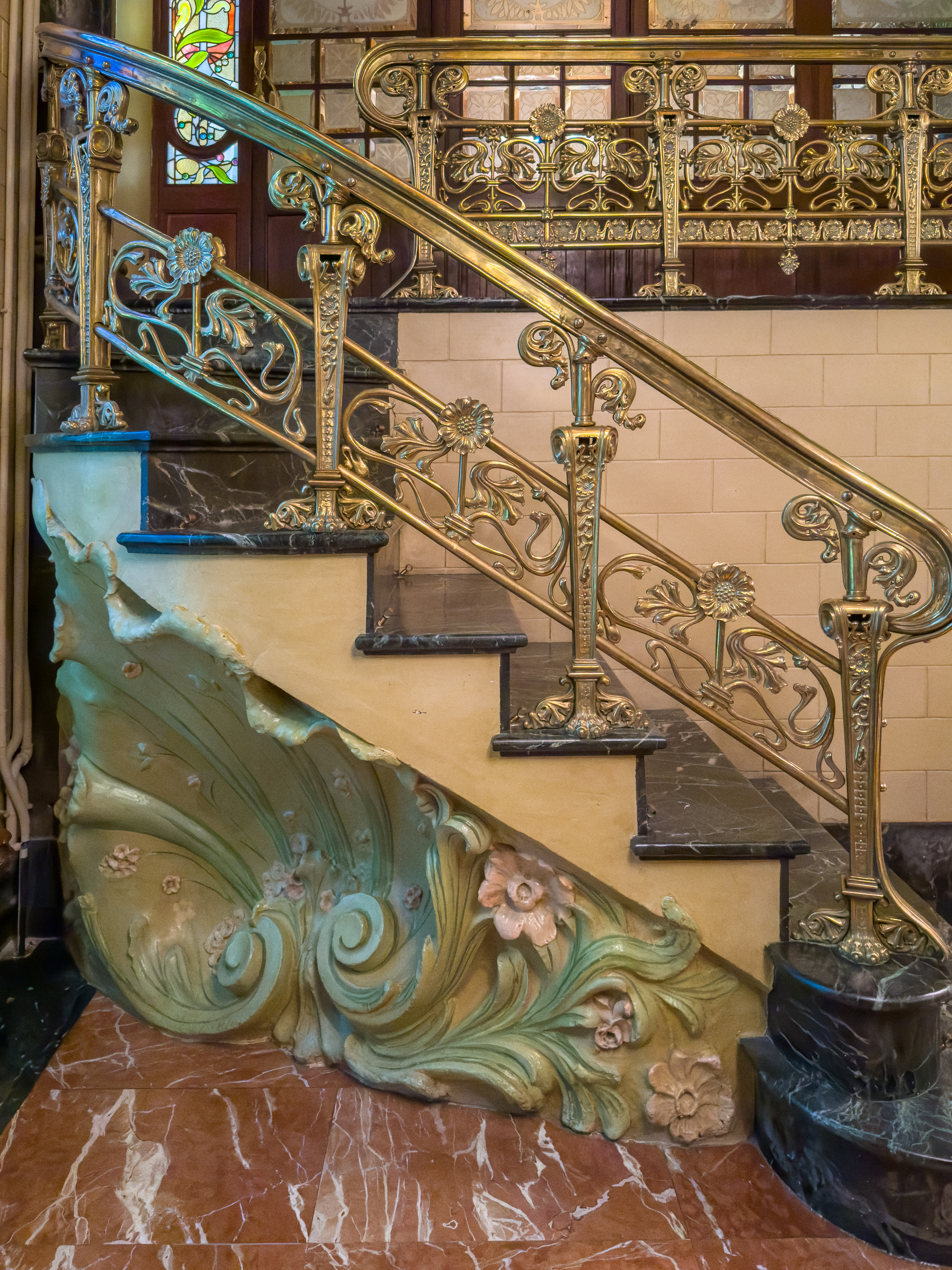
Rebedor
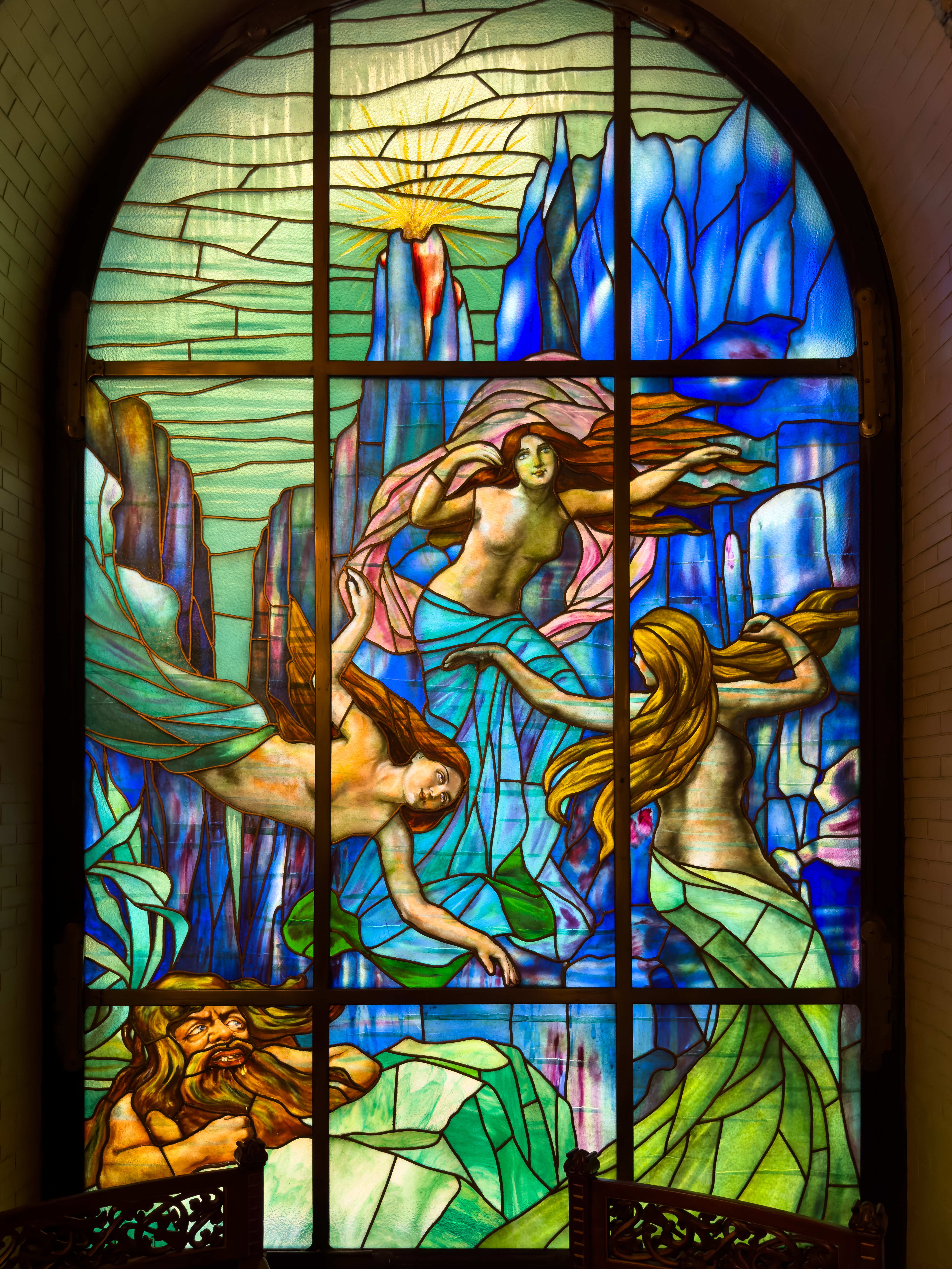
Rebedor
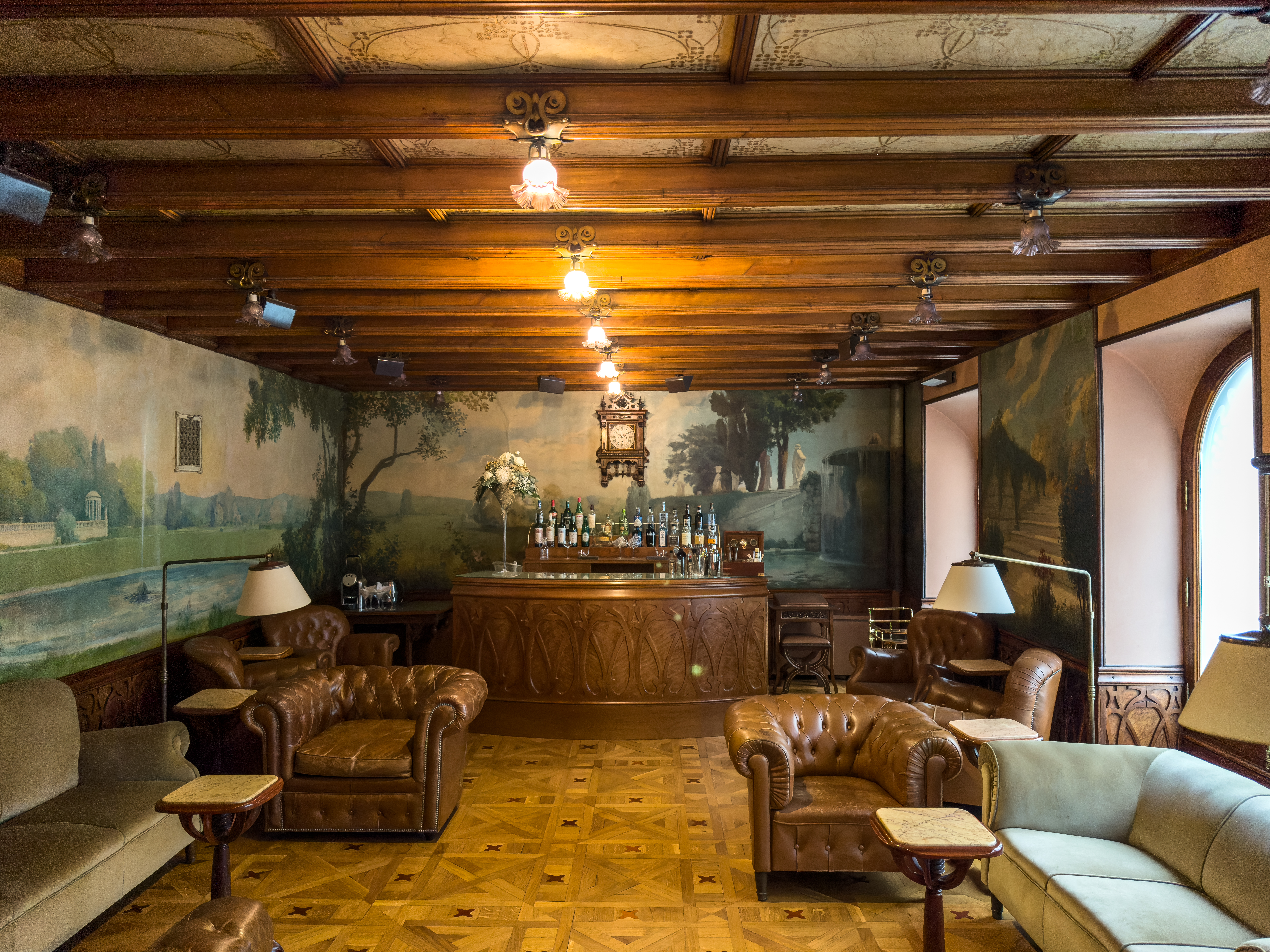
Cockteleria
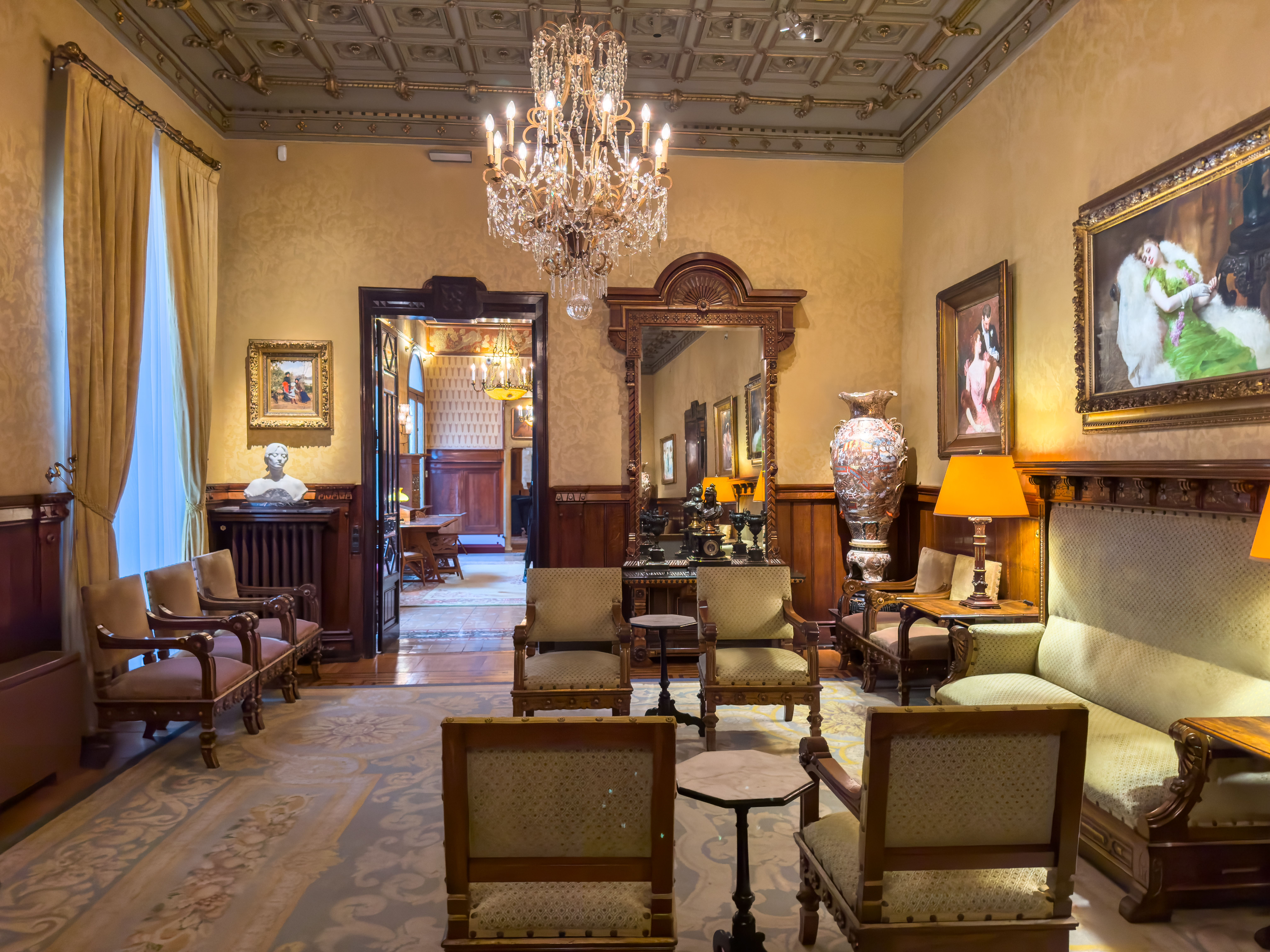
Gran Salo Planta Noble
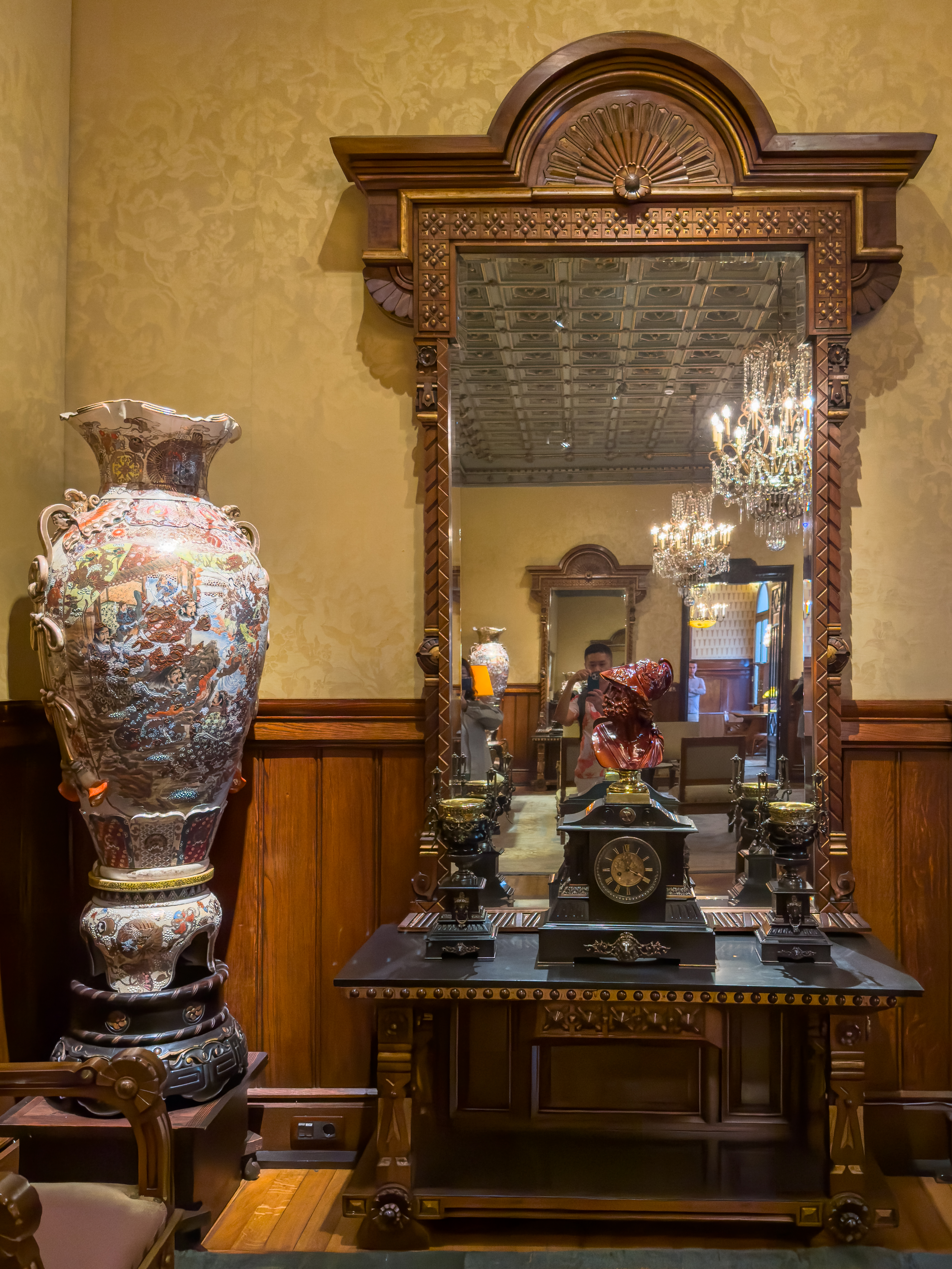
Gran Salo Planta Noble
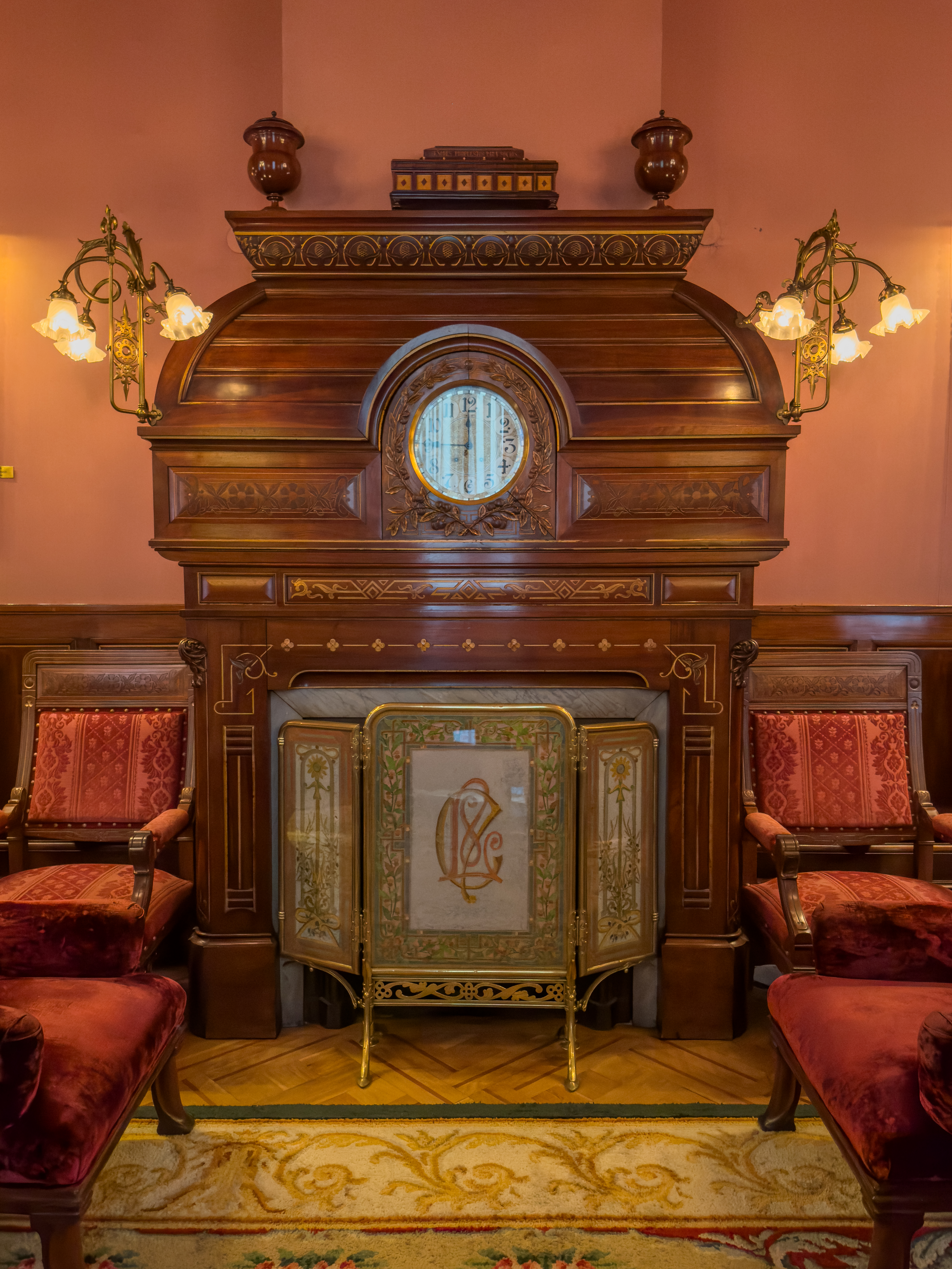
Saló Ximenea
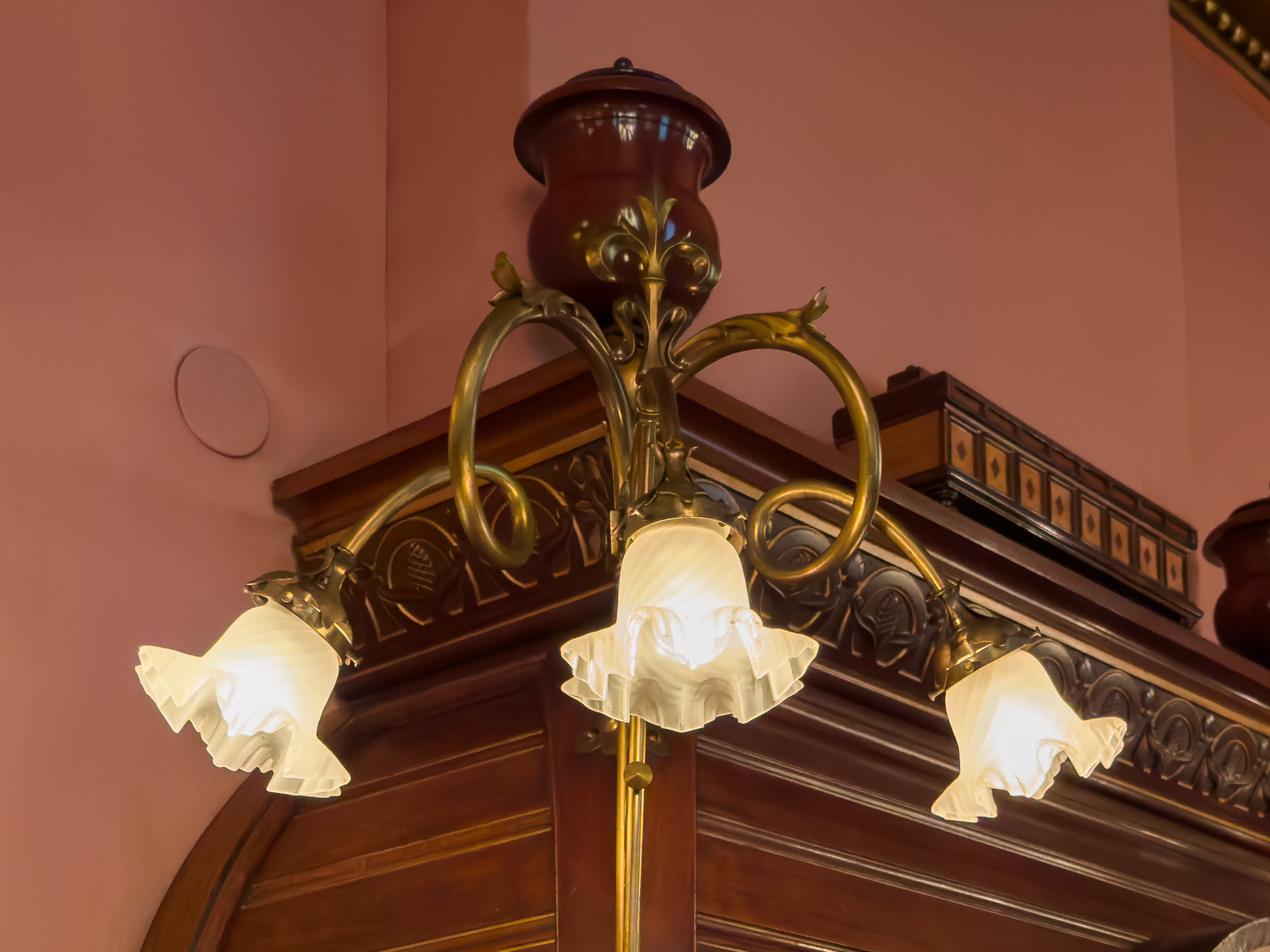
Saló Ximenea
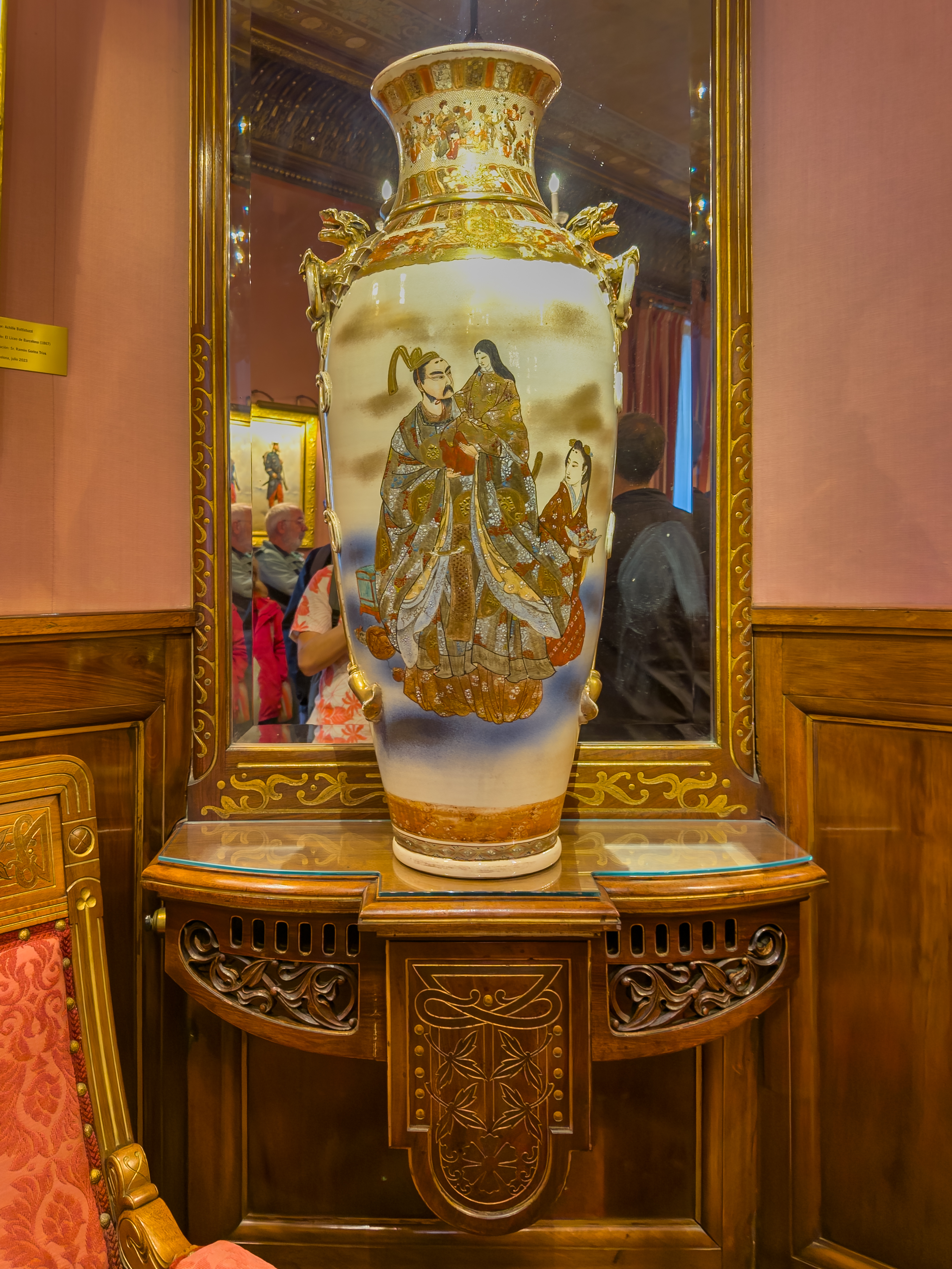
Saló Ximenea
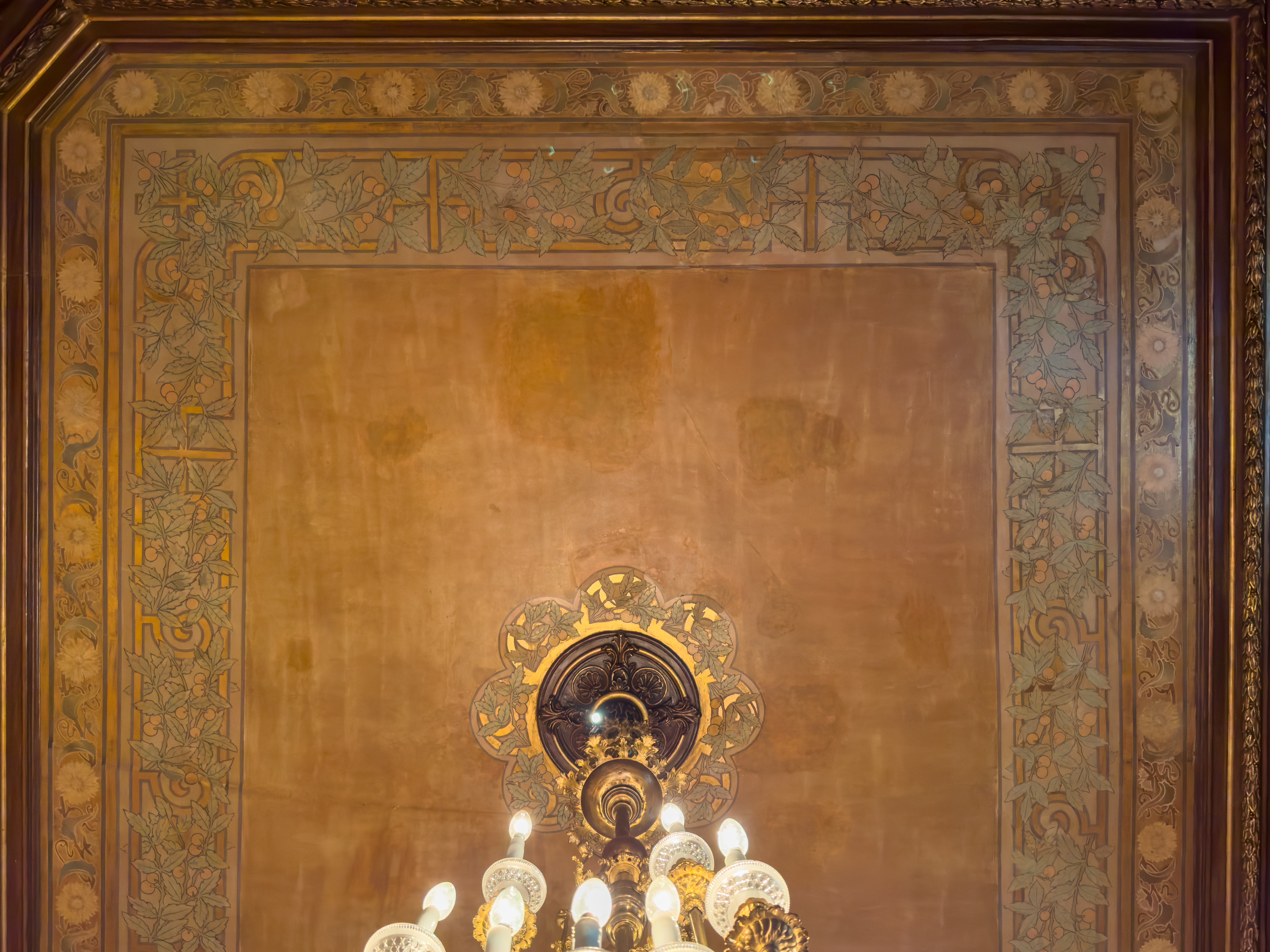
Saló Ximenea
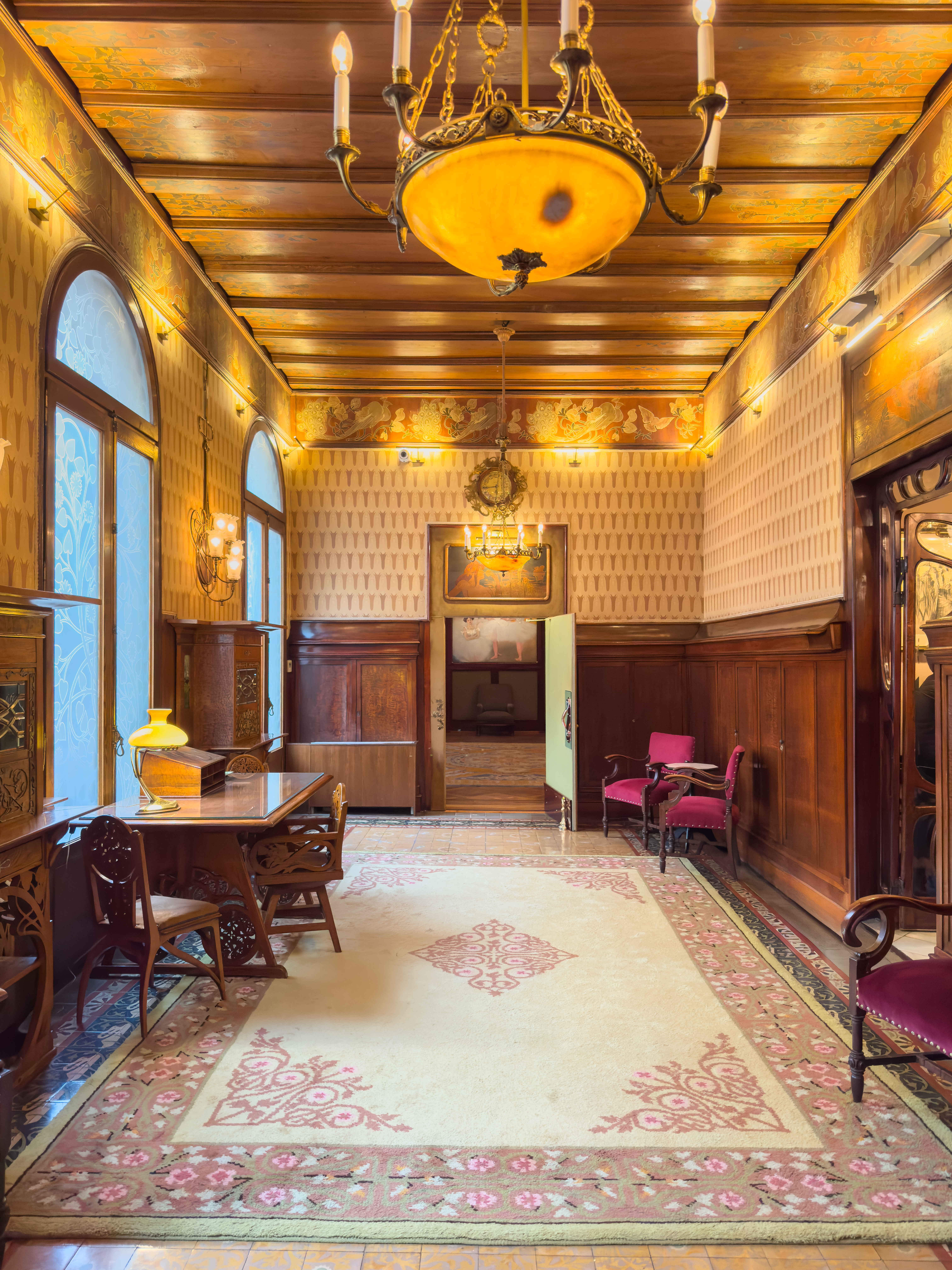
Sala Alexandre de Riquer
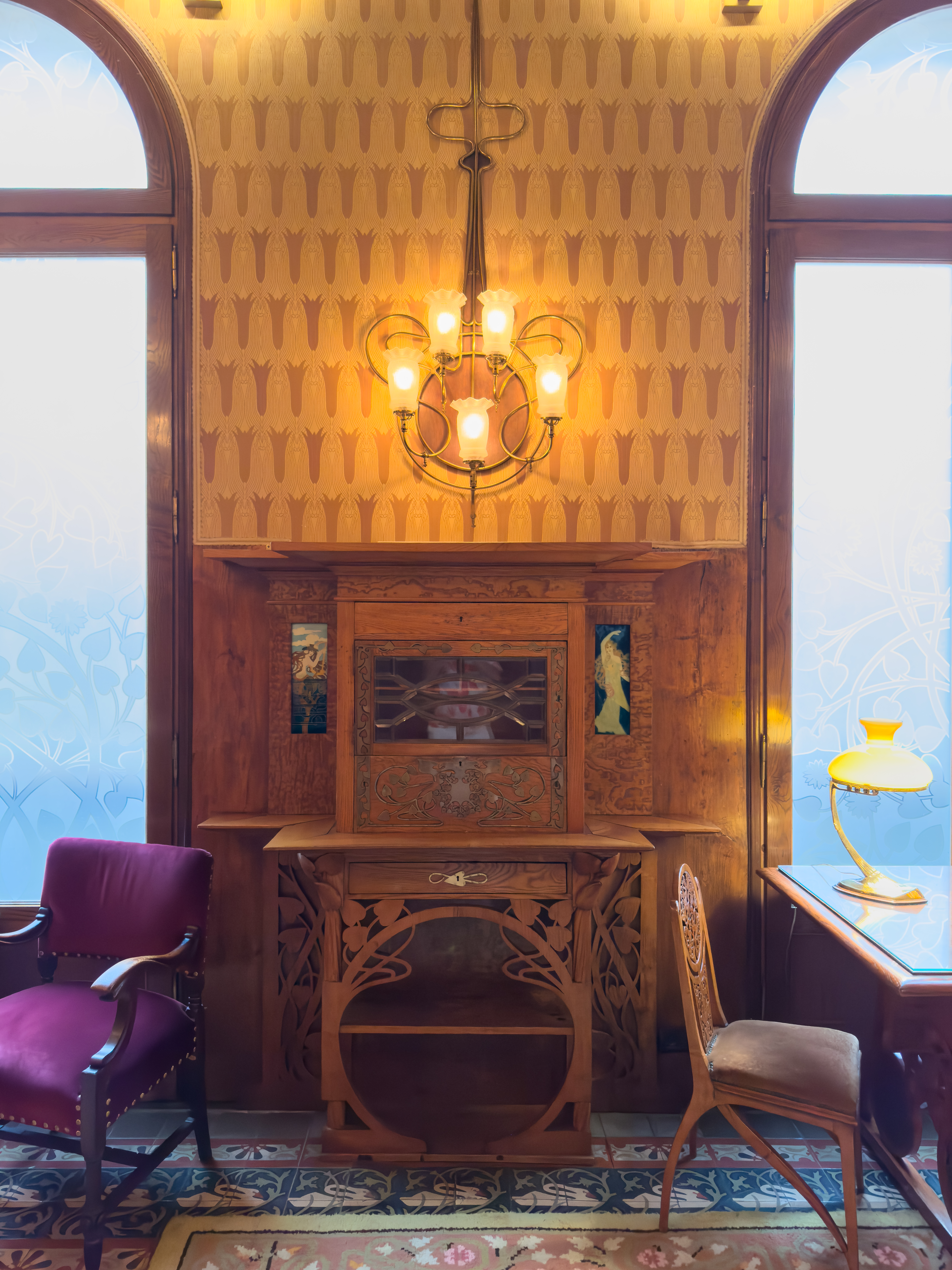
Sala Alexandre de Riquer
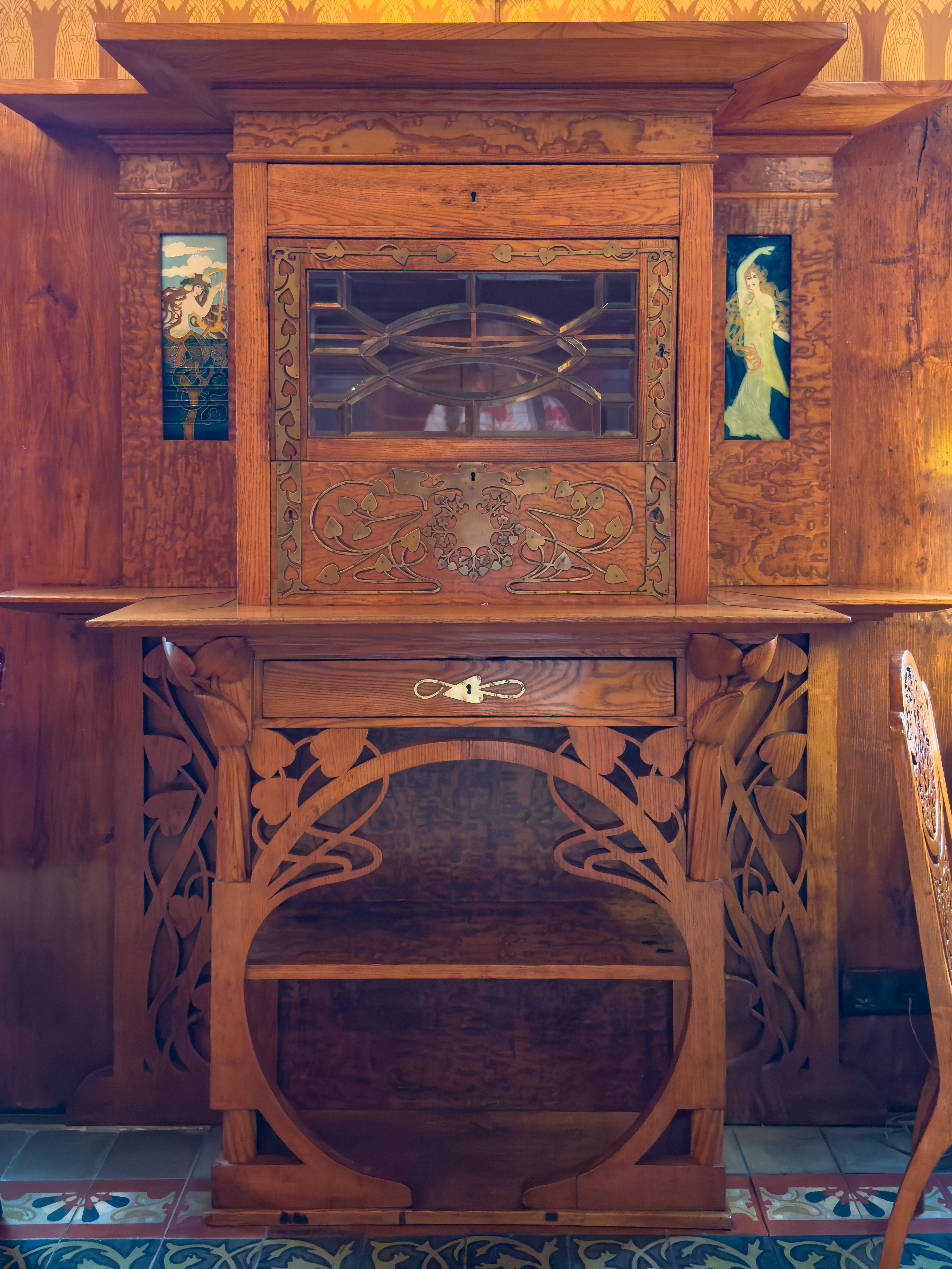
Sala Alexandre de Riquer
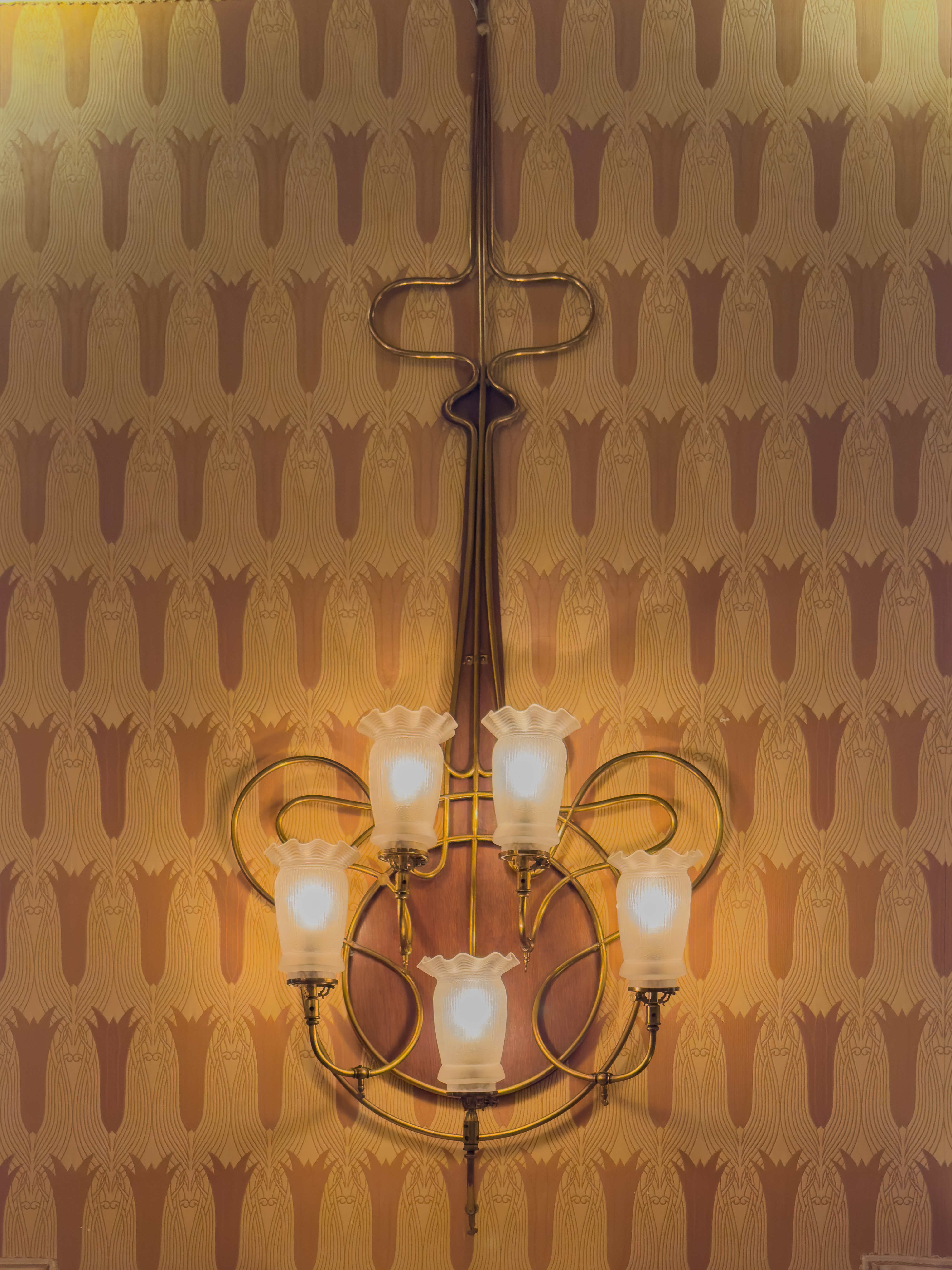
Sala Alexandre de Riquer
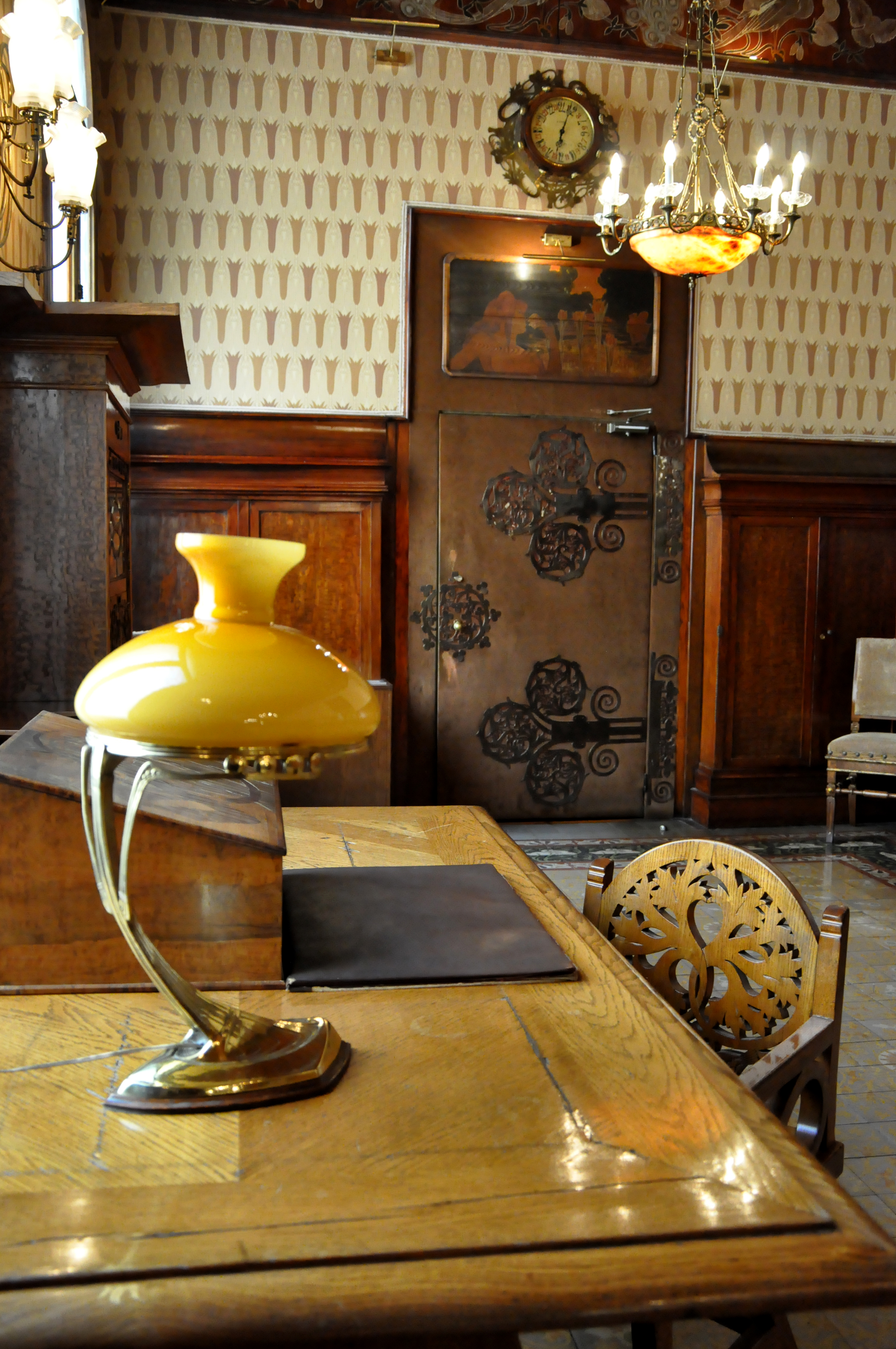
Sala Alexandre de Riquer
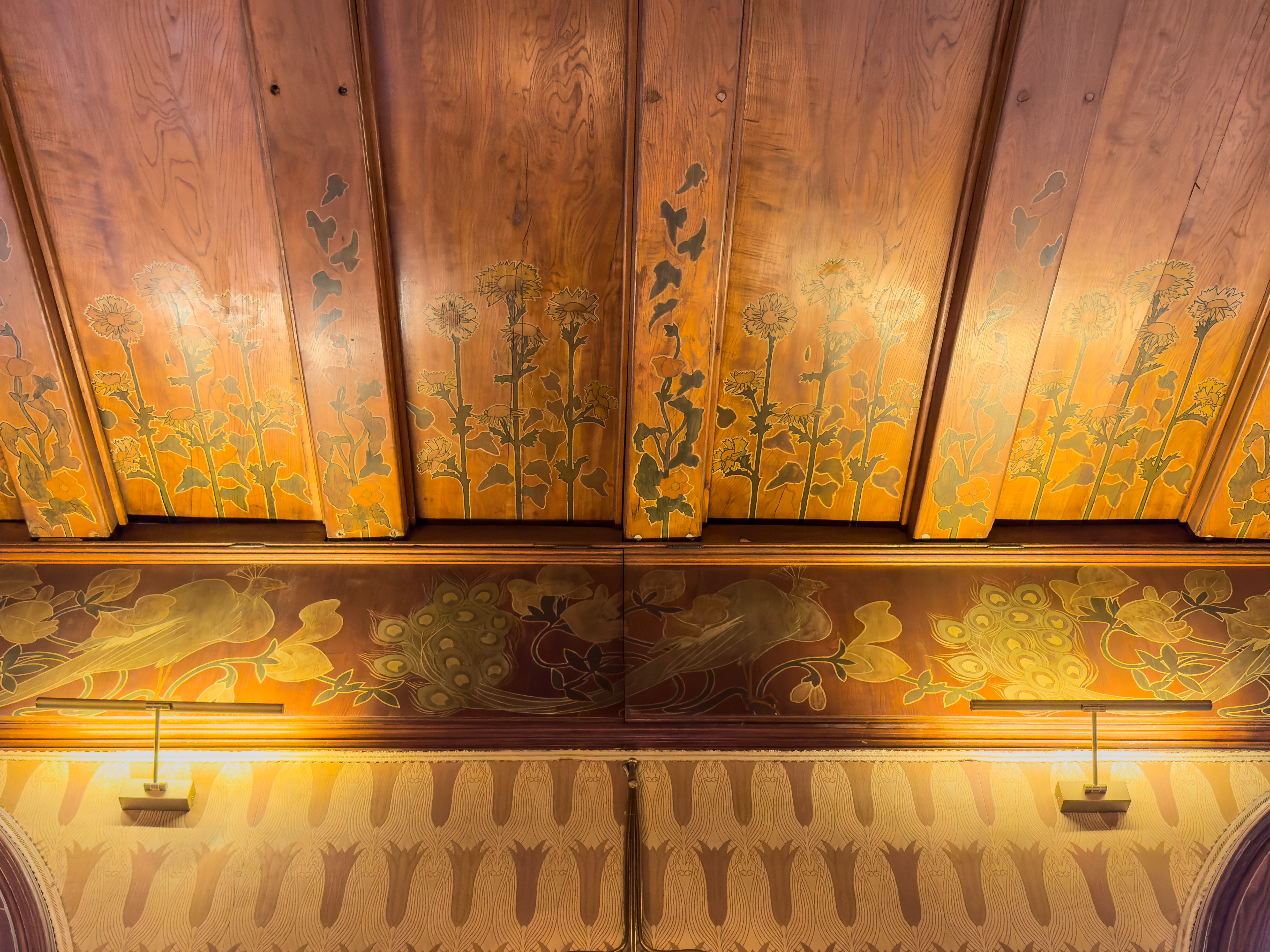
Sala Alexandre de Riquer
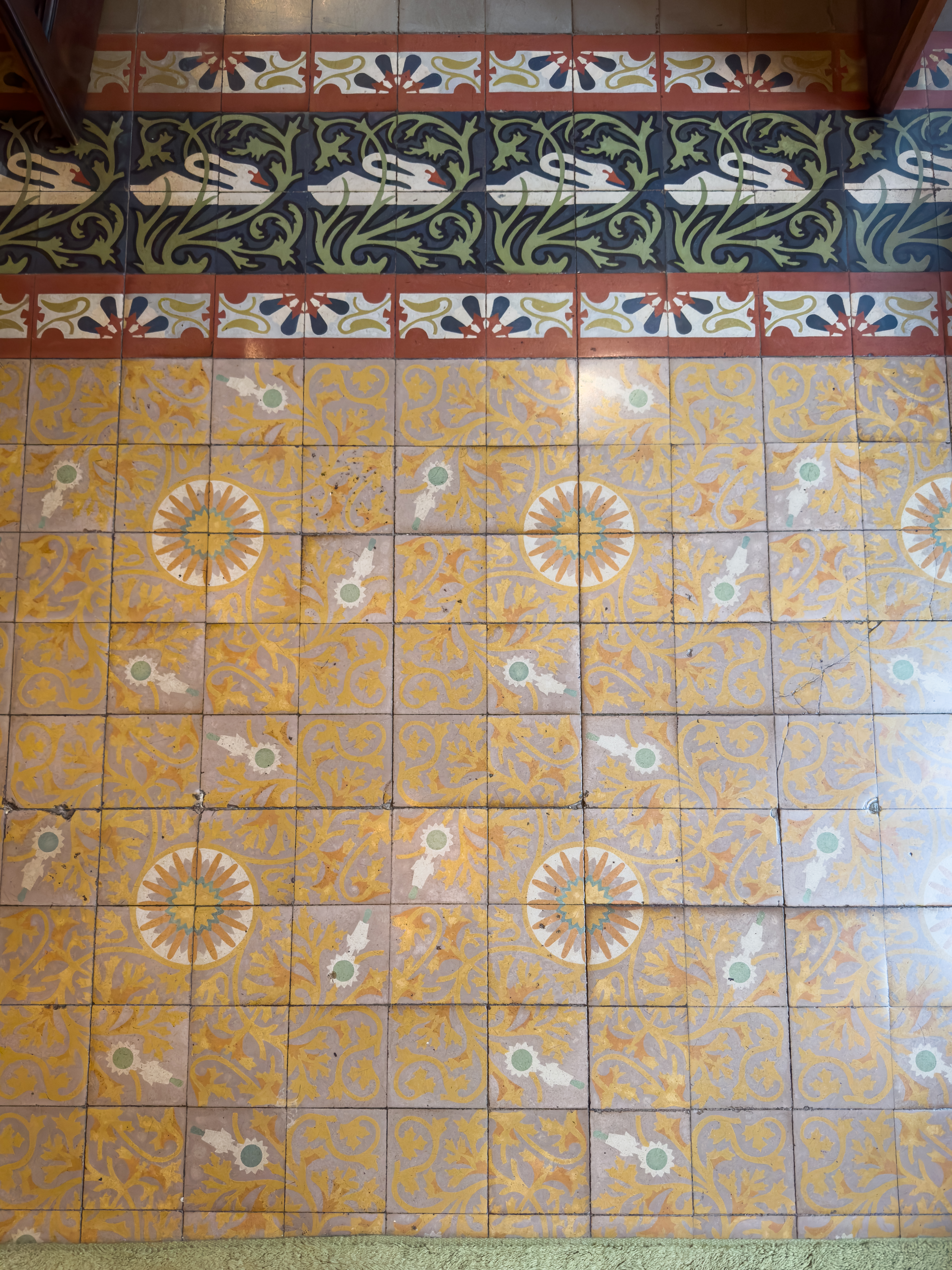
Sala Alexandre de Riquer
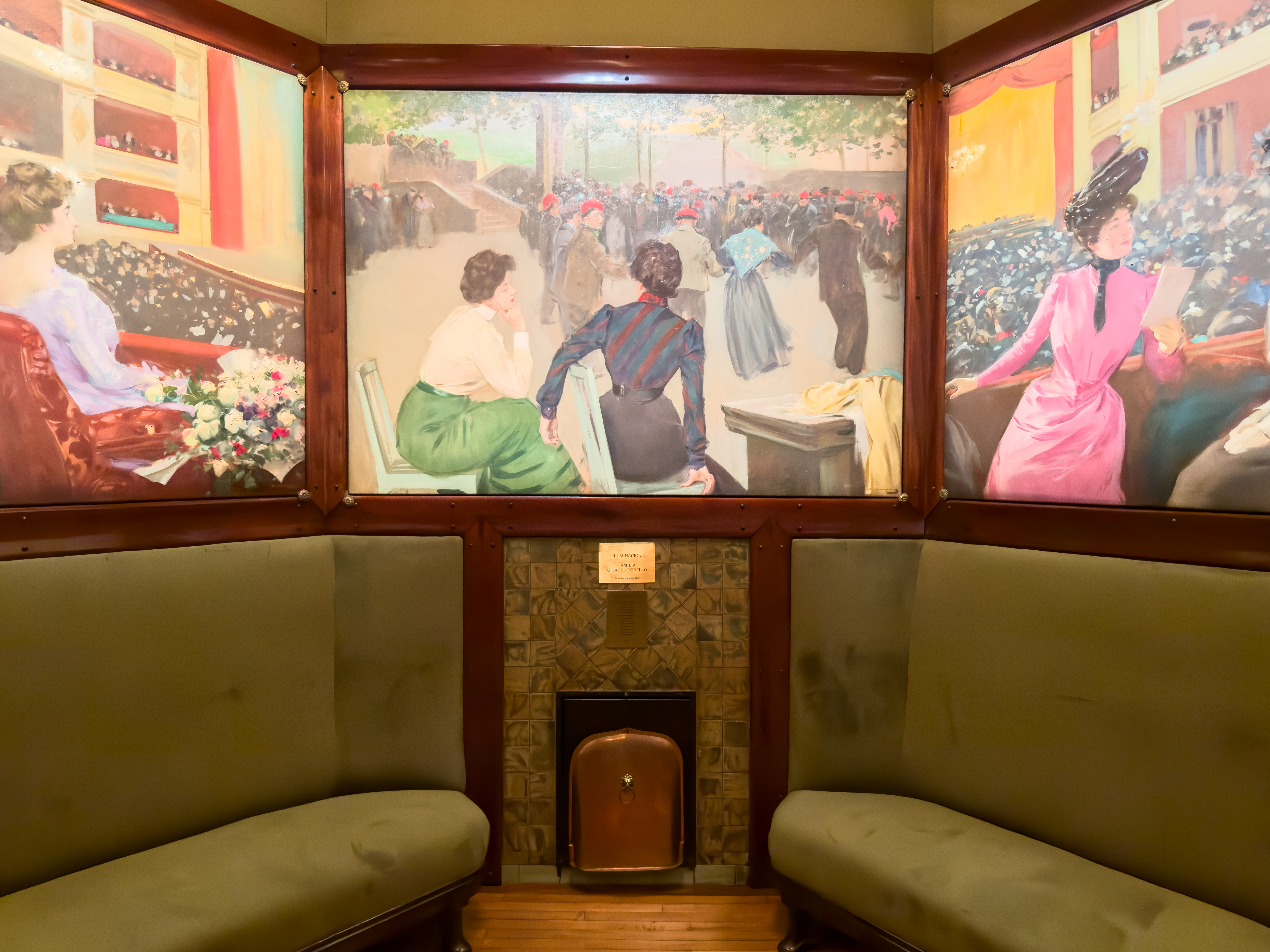
La Rotonda
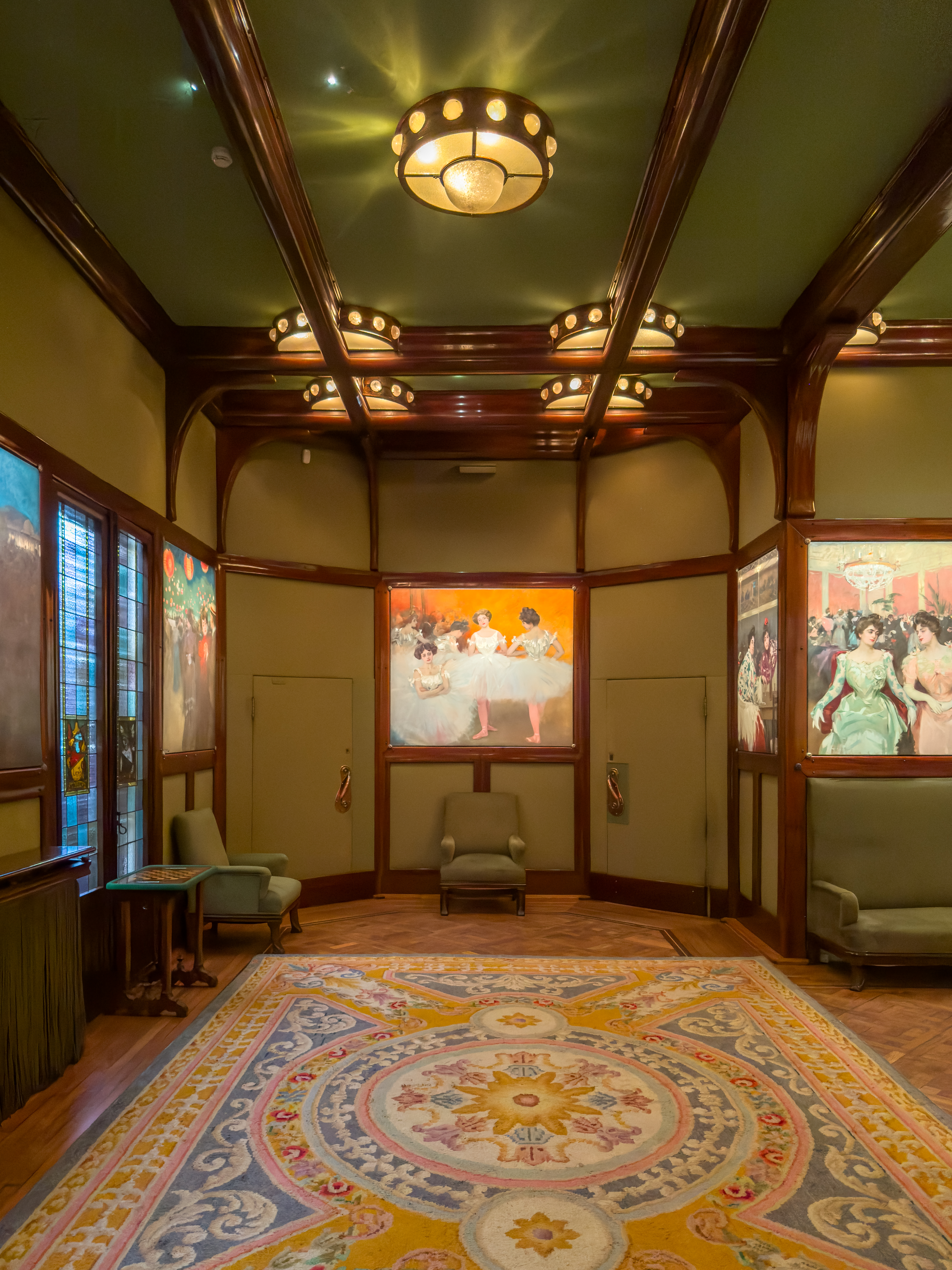
La Rotonda
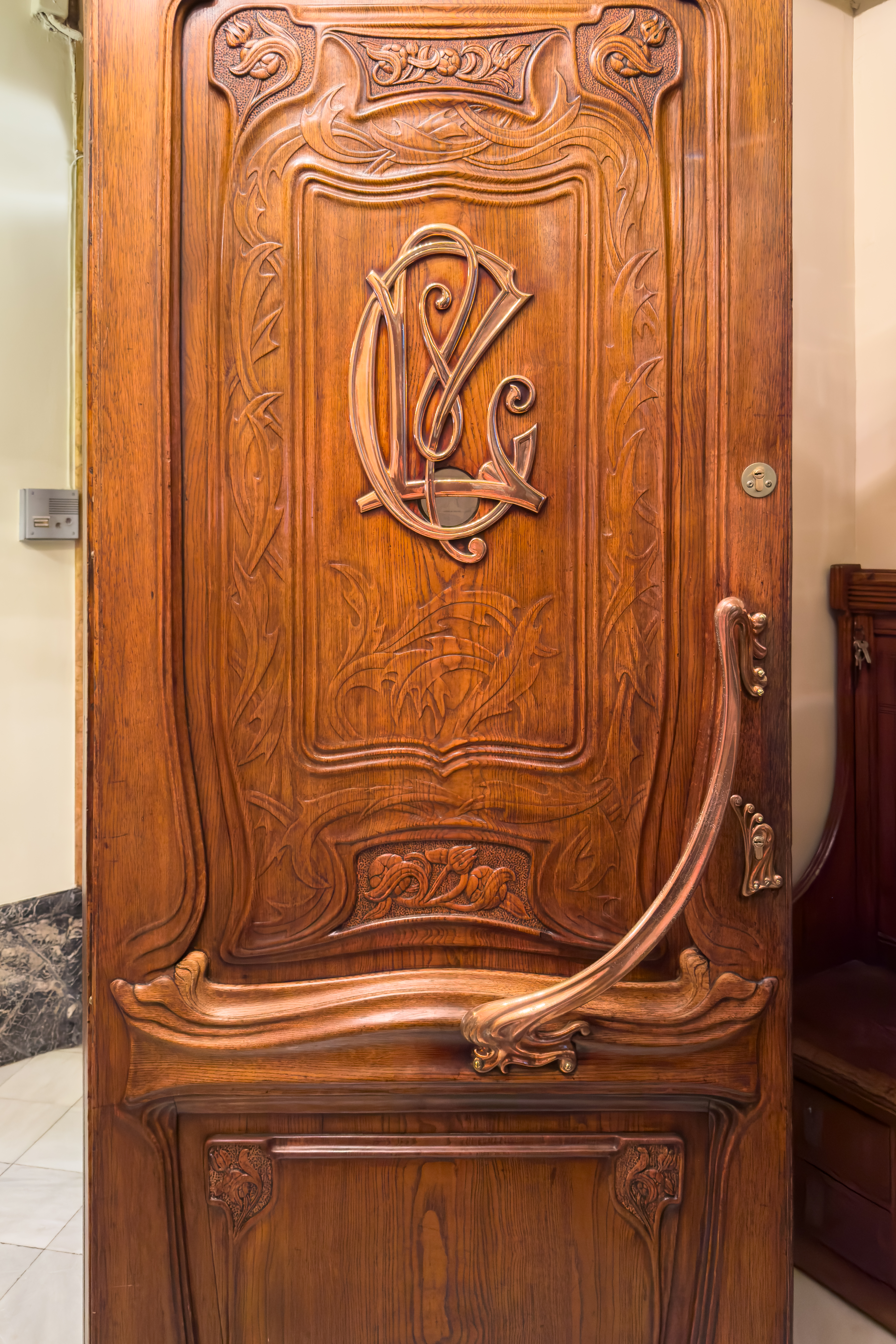
Passadissos
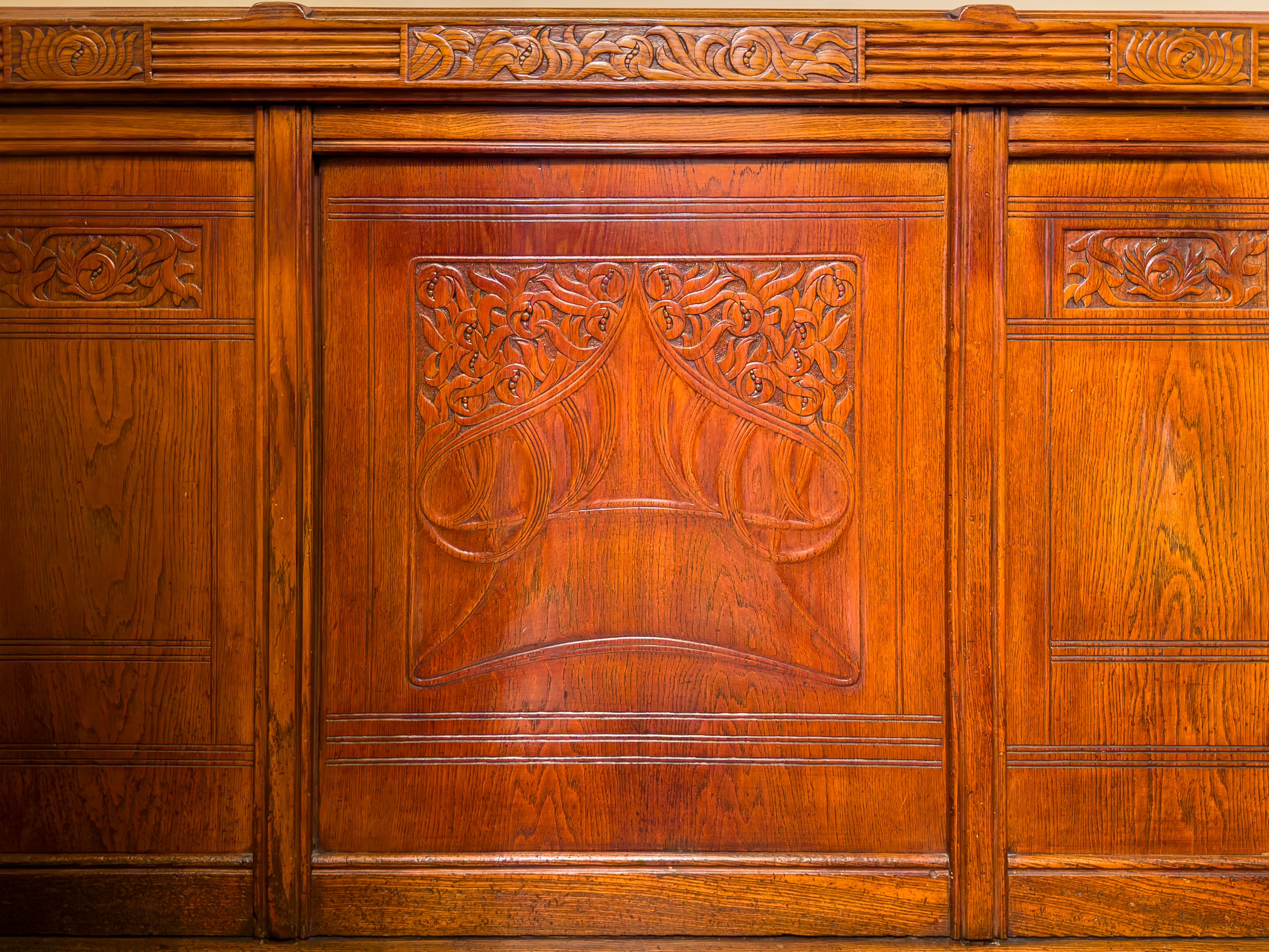
Passadissos
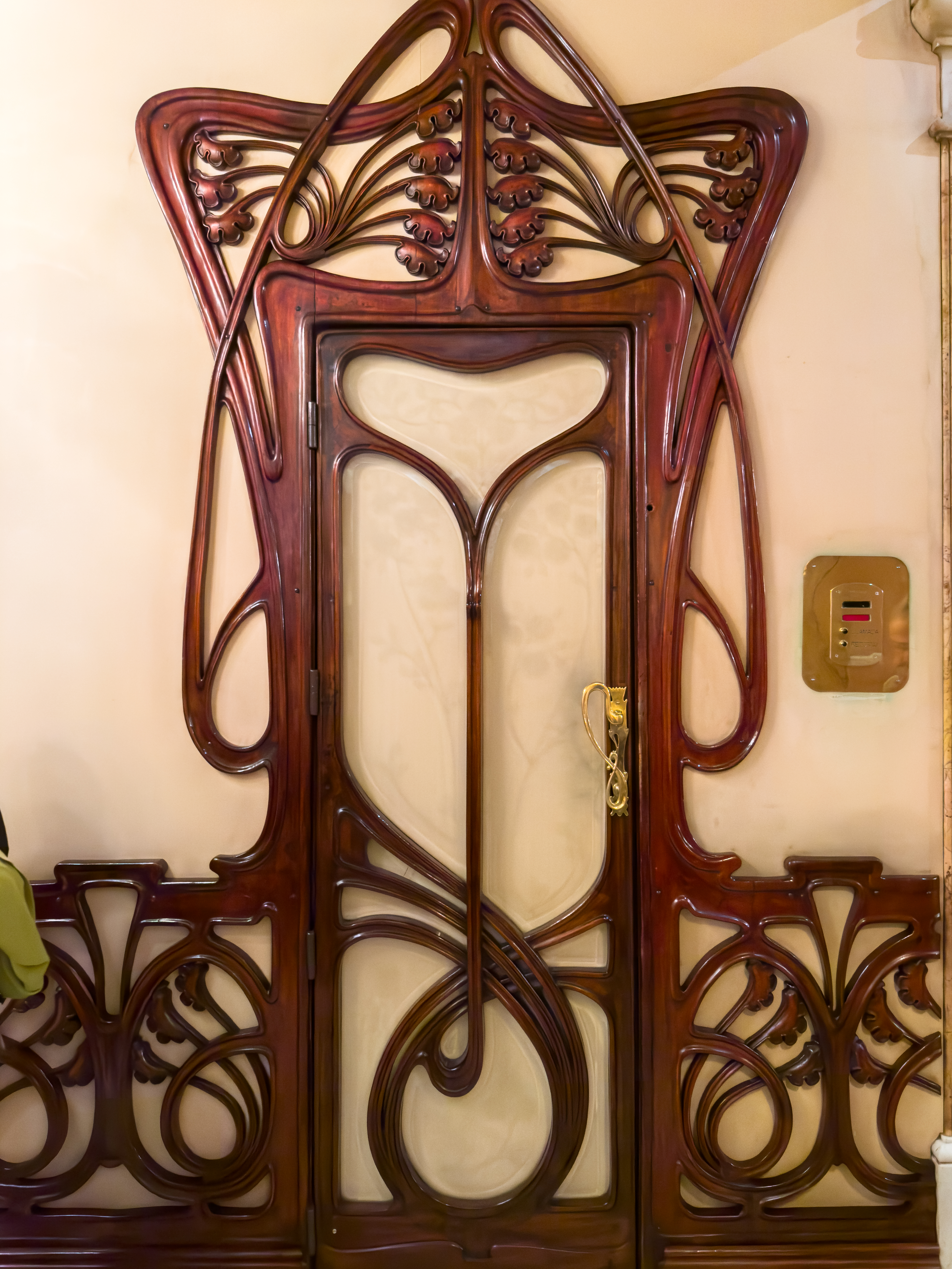
Passadissos
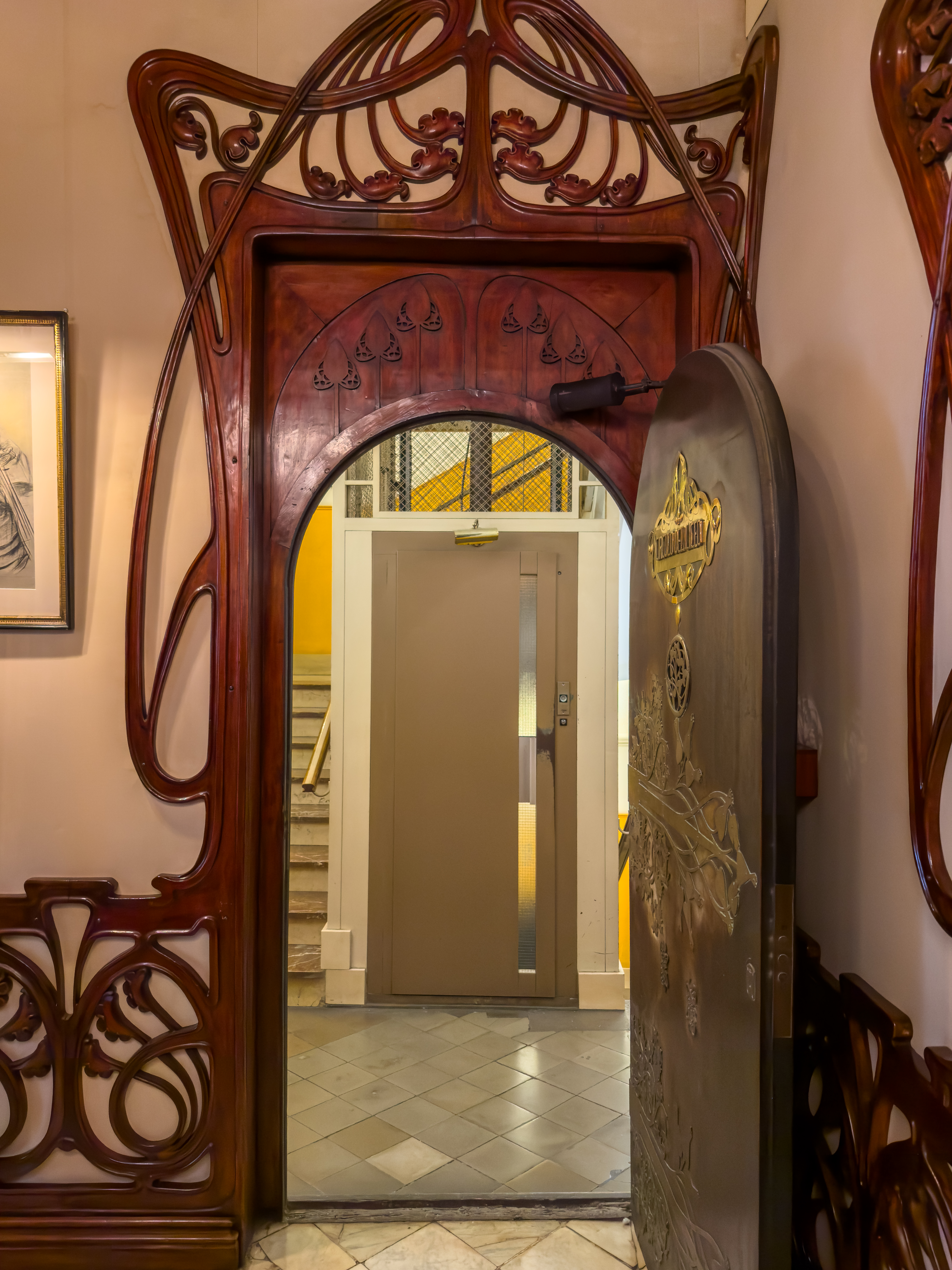
Passadissos
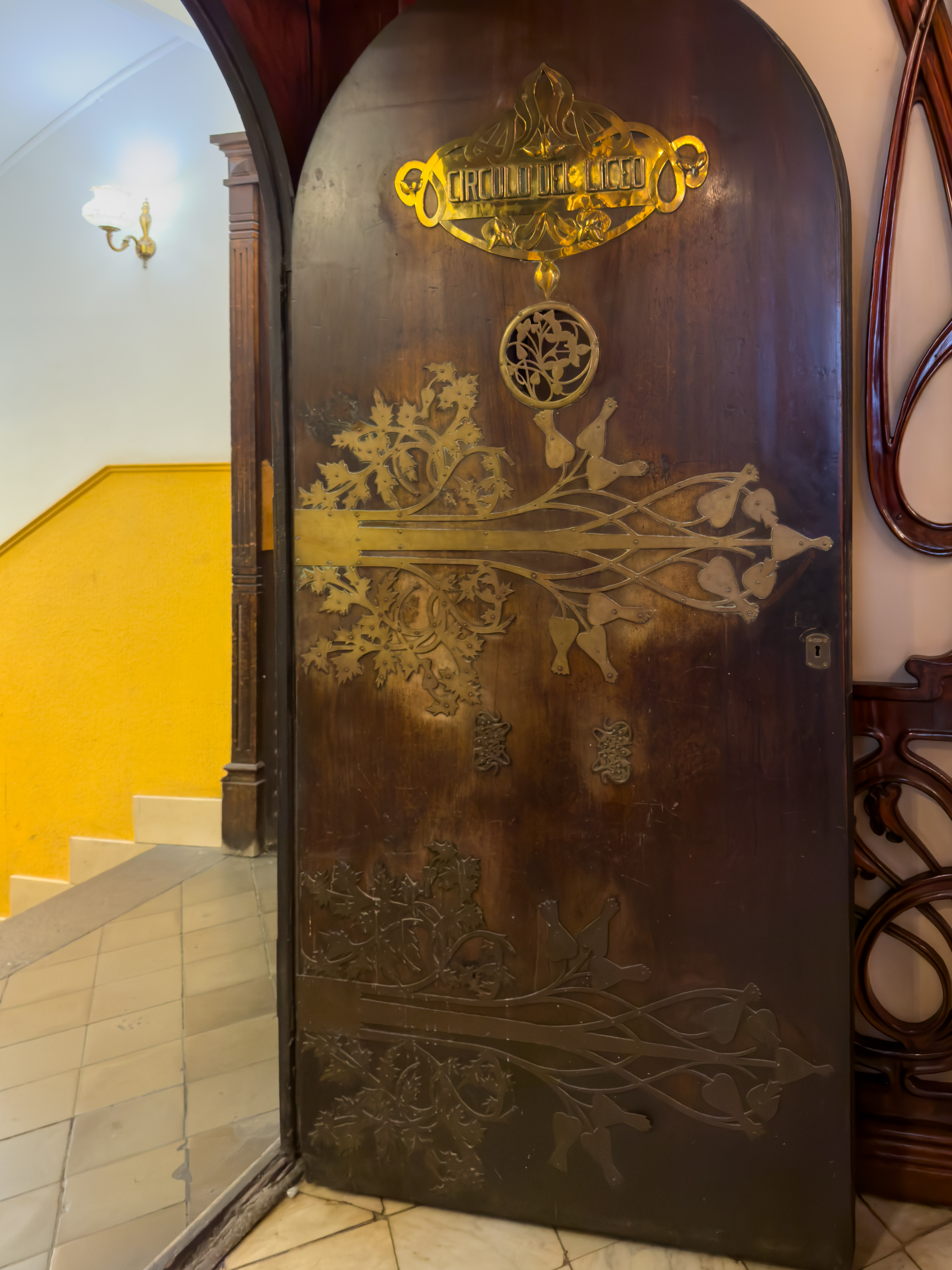
Passadissos
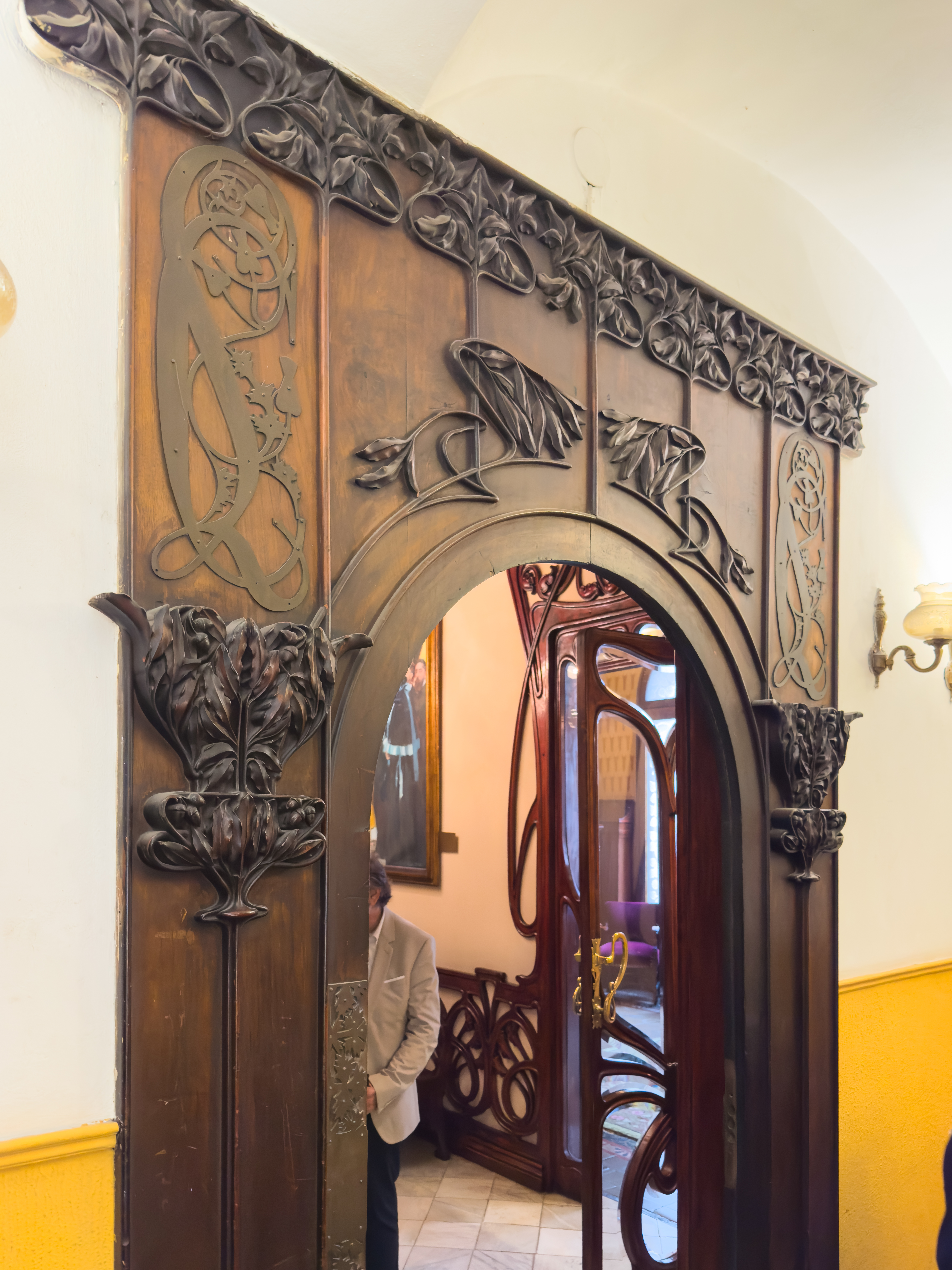
Passadissos

Pintures de la sala La Rotonda, de Ramon Casas (1902)
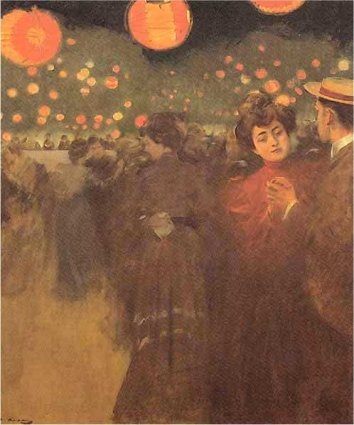
La "Verbena"
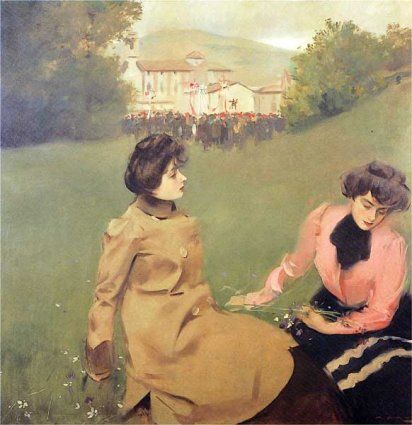
Les Caramelles
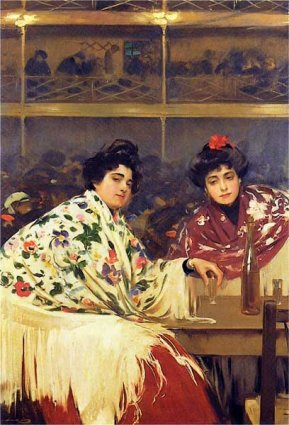
Cafè-concert
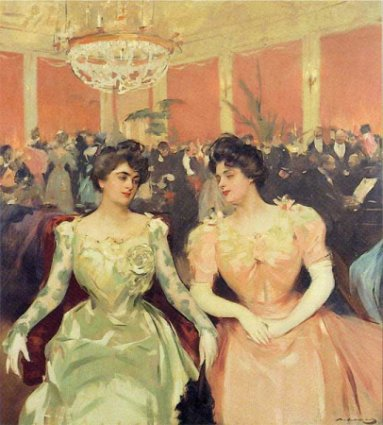
Sala de descans
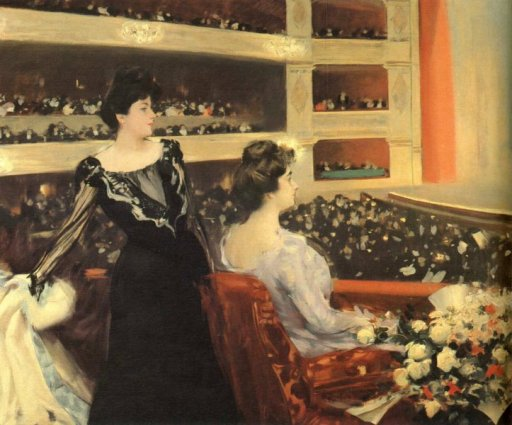
El Liceu
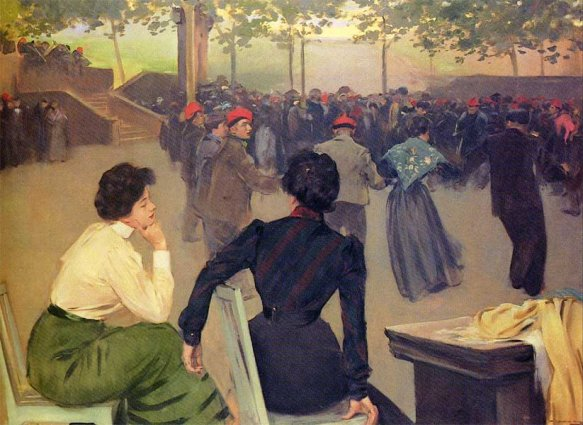
Sardanes a la font de Sant Roc a Olot
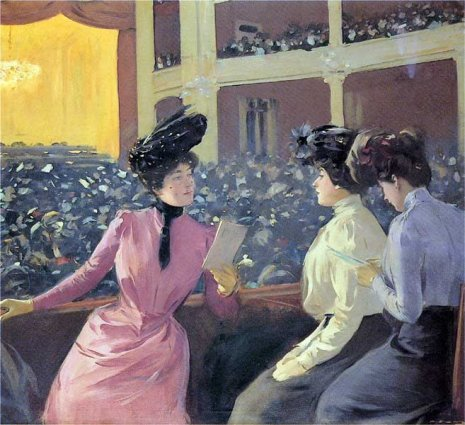
Teatre Novetats
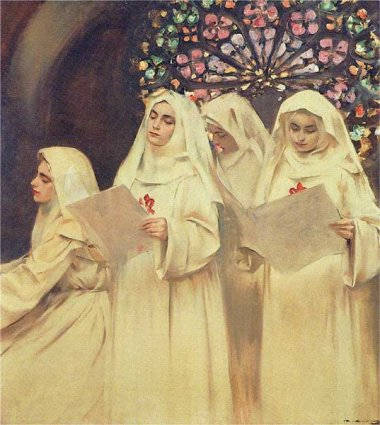
Cor de monges
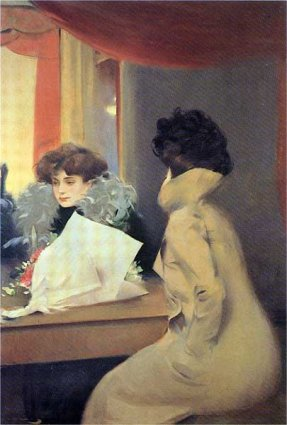
L'avantllotja
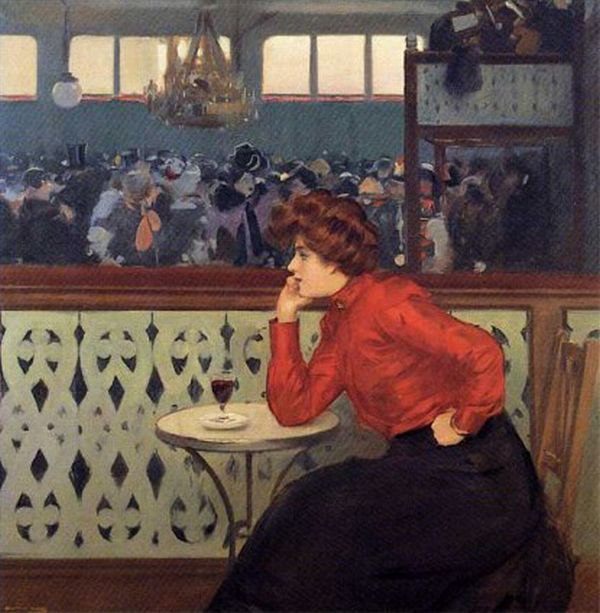
Le Moulin de la Galette
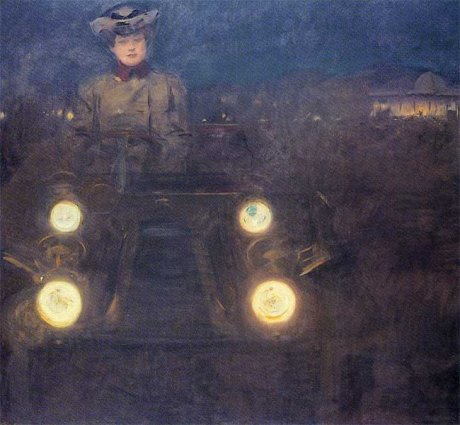
L'automòbil
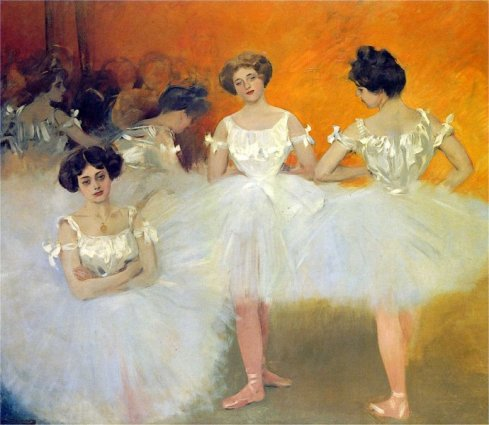
Cos de ball

## Presidents[13]
- 2019-avuí - Francisco Gaudier Fargas
- 2010-2019 - Ignacio García-Nieto Portabella
- 2001-09 - Joaquim Calvo Jaques
- 2000-01 - Joan Anton Maragall Garriga
- 1992-99 - Carles Cuatrecasas Targa
- 1986-91 - Ramón Negra Valls
- 1978-85 - Francisco Mas-Sardà Casanelles
- 1975-77 - Juan Antonio Delgado Garriga
- 1971-75 - Félix Valls-Taberner
- 1962-70 - Jorge de Miquel Almirall
- 1959-61 - Luis Rosal
- 1957-58 - Manuel Girona Fernández-Maquieira
- 1955-56 - Lorenzo Pons Carreras
- 1946-54 - Josep Valls Taberner
- 1940-45 - Compte de Caldes de Montbui
- 1935-39 - Ramón Rosal Catarineu
- 1933-34 - Josep Maria Casabó i Torres
- 1931-32 - Marquès de Rebalso
- 1924-30 - Josep de Arquer Vives
- 1920-23 - Marquès de Rebalso
- 1919 - Luis Martí Olivares i Guillermo Trias Romeu
- 1914-18 - Victoriano de la Riva Ruiz
- 1912-13 - Salvador de Negrevernis
- 1910-11 - Javier Tort i Martorell
- 1909 - Domingo Juan Sanllehy
- 1908 - Rómulo Bosch i Alsina
- 1907 - Joaquín Vivó i Font
- 1905-06 - Domingo Juan Sanllehy
- 1903-04 - Marquès de Puerto Nuevo
- 1900-02 - Domingo Juan Sanllehy
- 1899 - Marquès de Soto Hermoso
- 1897-98 - Bartolomé Bosch i Puig
- 1894-96 - Alberto Rusiñol Prat
- 1893 - Bartolomé Bosch i Puig
- 1892 - Alejandro Bermúdez Reina
- 1891 - Félix Macià i Bonaplata
- 1890 - Josep Gassó i Martí
- 1889 - Manuel Farguell i de Magarola
- 1888 - Josep Gassó i Martí
- 1887 - Arcadio de Senillosa i de Vedruna
- 1886 - Odón Ferrer i Nin
- 1885 - Ceferino Llongueras
- 1884 - Odón Ferrer i Nin
- 1883 - Ceferino Llongueras
- 1882 - Josep Maria Nadal Vilardaga
- 1881 - Ramón Estruch i Ferrer
- 1880 - Josep Maria Nadal Vilardaga
- 1879 - Joaquín de Cabirol
- 1878 - Emilio Arnús
- 1877 - Ramón Estruch i Ferrer
- 1876 - Emilio Arnús
- 1875 - Ramón Estruch i Ferrer
- 1874 - Manuel Planas i Casals
- 1873 - Emilio de Dorda
- 1872 - Manuel Planas i Casals
- 1871 - Pablo Henrich
- 1870 - Josep Maria Jaumar
- 1869 - Luis G. Pallós
- 1868 - Josep Maria Jaumar
- 1867 - Josep Maria Serra
- 1866 - Antonio Gusí
- 1865 - Francisco For de Casamayor
- 1864 - Antonio Gusí
- 1863 - Ceferino Llongueras
- 1861-62 - Félix Macià i Gilbert
- 1860 - Joaquín M. de Gispert
- 1856-59 - Jaime Plá
- 1855 - Félix Macià i Gilbert
- 1854 - Marquès de Sentmenat
- 1853 - Bartolomé Vidal
- 1850-52 - Manuel Josep de Torres
- 1848-49 - Marquès de Sentmenat

## Socis honoraris
1. Carlos Llorens Reñaga
2. Alfonso Líbano Pérez-Ulibarri
3. Enrique Torelló Enrich
4. Carlos Andreu Batlló
5. Vizconde De Güell
6. Francisco Daurella Franco
7. Javier Villavecchia Delas
8. Mario Soler Bofill
9. Ricardo Ibars Descals
10. Juan Amat Cortés
11. Ignacio De Puig Girona
12. Marqués De Mura
13. Josep Maria Solé i Saldaña
14. Luis Maria Jover Berenguer
15. Josep Suñol Soler
16. Josep Maria Torrabadella Sala
17. Jerónimo Giménez-Salinas García-Borbón
18. Josep Maria Valls Marfá
19. Antonio Domènech Clarós
20. Santiago París Vidal-Ribas
21. Pedro Balañá Forts
22. Antonio Gámiz Maristany
23. Josep L. Dotti Millet
24. Josep Rosales De Arquer
25. Pedro Feliu Marqués
26. Federico Vallet Rubiola
27. Cristina de Borbó i de Grècia